# 'Ndrangheta
La 'ndrangheta (probabilmente adattamento del dialettale 'ndrànghita, nota anche come picciotteria) è un'organizzazione criminale italiana di connotazione mafiosa originaria della Calabria, inserita esplicitamente dal 30 marzo 2010 nell'articolo 416-bis del codice penale e riconosciuta come organizzazione criminale unitaria e con un vertice collegiale nel processo Crimine dalla Corte di cassazione il 18 giugno 2016.

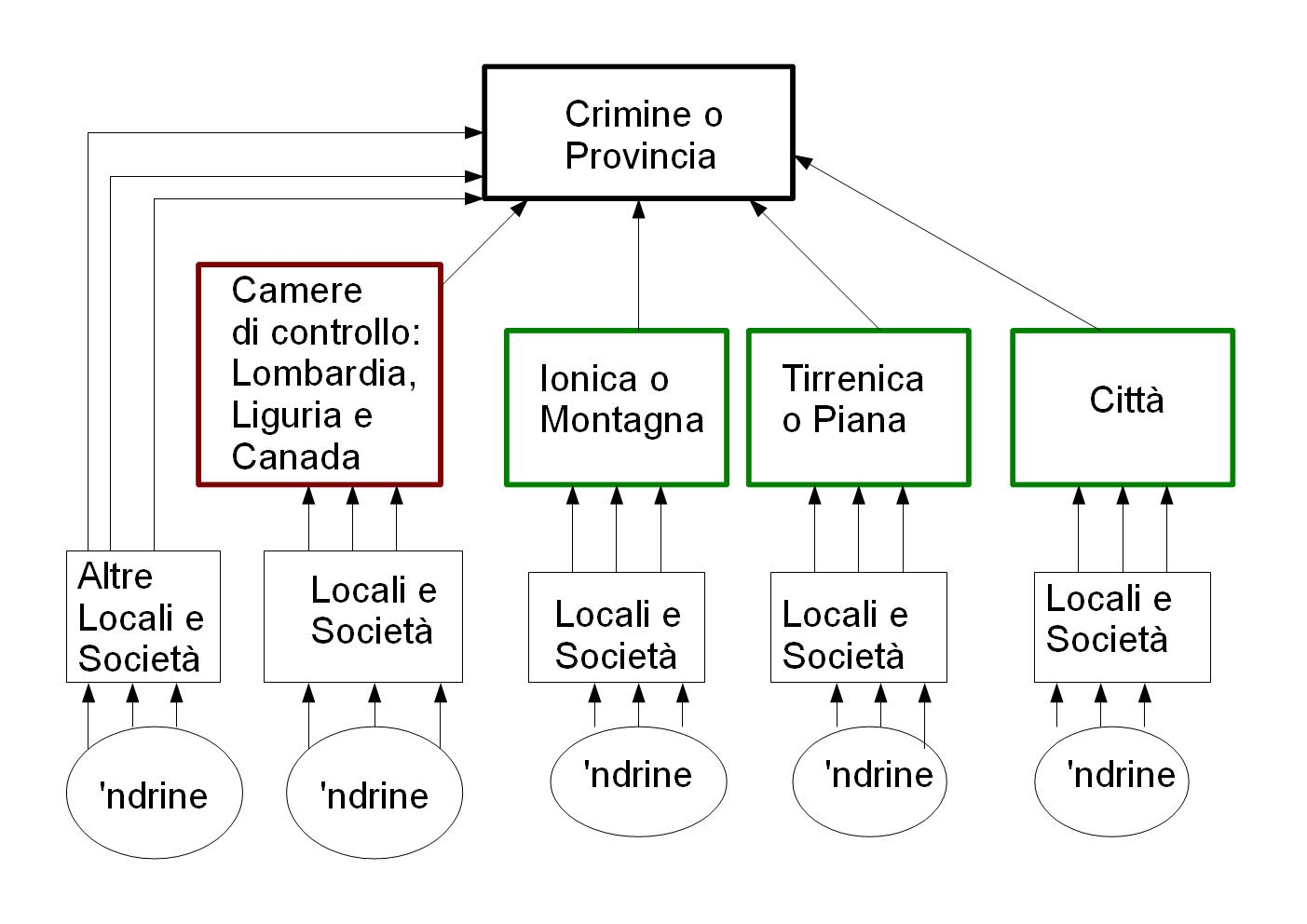
La struttura tipica della 'Ndrangheta

È l'unica mafia presente in tutti i cinque continenti del mondo e, secondo un'indagine della Direzione Investigativa Antimafia del 2022, ha a livello globale un giro d'affari di 150 miliardi di euro. Secondo alcune stime la 'ndrangheta sarebbe attiva in 42 nazioni con 400 cosche di cui la maggior parte in Calabria.
È l'organizzazione mafiosa col più basso numero di collaboratori di giustizia.
Si è sviluppata a partire da organizzazioni criminali operanti nella provincia di Reggio Calabria, dove è fortemente radicata, anche se il potere mafioso è dominante anche nelle province di Crotone, Catanzaro, Vibo Valentia e Cosenza. La sua attività principale è il narcotraffico, seguita dalla partecipazione in appalti, condizionamento del voto elettorale, estorsione, usura, traffico di armi, gioco d'azzardo, e smaltimento di rifiuti tossici e radioattivi.
In Calabria svolge un profondo condizionamento sociale fondato sia sulla forza delle armi che sul ruolo economico raggiunto attraverso il riciclaggio del denaro, quest'attività permette di controllare ampi settori dell'economia dall'impresa al commercio e all'agricoltura, spesso con la connivenza di aree della pubblica amministrazione a livello locale e regionale di tutti gli schieramenti politici. 
La relazione della Commissione parlamentare antimafia del 20 febbraio 2008 afferma che la 'ndrangheta «ha una struttura tentacolare priva di direzione strategica ma caratterizzata da una sorta di intelligenza organica», e la paragona alla struttura del movimento terroristico islamico al-Qaida. Dal 2013, la 'ndrangheta è considerata tra le più pericolose organizzazioni criminali del mondo con un fatturato che si aggira intorno ai 53 miliardi di euro, con numerose ramificazioni all'estero (dal Canada all'Australia e nei paesi europei meta dell'emigrazione calabrese).
Secondo l'ultima relazione semestrale della Direzione Investigativa Antimafia nel 2023 la ndrangheta "si conferma oggi l'assoluta dominatrice della scena criminale anche al di fuori dei tradizionali territori d'influenza con mire che interessano quasi tutte le regioni (Lazio, Piemonte e Valle D'Aosta, Liguria, Lombardia, Trentino-Alto Adige, Veneto, Friuli Venezia Giulia, Emilia-Romagna, Toscana, Marche, Umbria, Abruzzo e Sardegna). Sempre nella stessa relazione si parla di 46 'locali' censiti al Nord. Inoltre le proiezioni della Ndrangheta si spingerebbero anche oltre confine e coinvolgerebbero molti Paesi europei (Spagna, Francia, Regno Unito, Belgio, Paesi Bassi, Germania, Austria, Slovacchia, Romania, Bulgaria e Malta), il continente oceanico (Australia) e quello americano (Canada, Stati Uniti, Colombia, Perù e Argentina). Inoltre i clan calabresi continuerebbero a rappresentare gli interlocutori privilegiati per i cartelli sudamericani. Negli ultimi anni, anche l'Africa occidentale, in particolare la Costa d'Avorio, la Guinea-Bissau e il Ghana, è diventata per le cosche di 'ndrangheta uno snodo logistico sempre più importante per i traffici internazionali di droga. Centrali, in questa attività, i porti di Gioia Tauro (per la Calabria) e quelli di Genova, La Spezia, Vado Ligure e Livorno per l'alto Tirreno.

## Etimologia del termine
Il primo tentativo di una spiegazione etimologica di 'ndrangheta si deve a Ernesto Ferrero nel saggio I gerghi della malavita dal '500 a oggi spiegandola come "una voce scherzosa e imitativa che riproduce la perentorietà dell'azione criminale". Nello stesso anno di uscita del saggio, nel 1972, Tullio De Mauro propone una connessione con le voci "'ndragarsi, 'ndragato" derivanti da "'ndragari": "diventar cattivo, infuriare".
L'etimologia che ha riscosso più consenso è quella formulata da Paolo Martino nel saggio Per la storia della 'ndranghita che ’ndrangheta o talvolta anche ’ndranghita deriverebbe dal greco classico, da cui i dialetti calabresi sono fortemente influenzati, andragathía (ἀνδραγαθία) traducibile con "valore, prodezza, carattere del galantuomo".
La parola sarebbe sopravvissuta nel toponimo Andragathia Regio, ritrovata in età moderna, nel Thesaurus Geographicus (1587) e designava un'ampia zona situata a cavallo tra le odierne Calabria e Basilicata, mentre in un documento del geografo fiammingo Abraham Ortelius, pubblicato ad Anversa nel 1596 designava una regione del Cilento. Anche la parola 'ndrina usata per indicare la famiglia di appartenenza è formata dalla stessa radice, e deriverebbe dal greco e significa uomo valoroso, da cui anche ’ndrinu usato in alcuni dialetti calabresi come sinonimo del corrispettivo napoletano guappo.
Secondo l'Accademia della Crusca la spiegazione di Martino è debole: la giustificazione della sopravvivenza della parola greca classica all'età moderna facendo riferimento al lavoro del cartografo belga; poiché l'area cilentana era priva di riferimenti geografici e facendo riferimento alla sua cultura classica e molto probabilmente denomina l'area come Andragathia regio associando i lucani cilentani alla loro "fama di combattenti fieri e valorosi". Invece tralasciando le scarse fonti lessicografiche calabresi e cercando nel secondo volume del vocabolario siciliano curato da Giovanni Tropea (Messina-Palermo, 1985) sotto la voce 'ndrànghiti "associazione mafiosa" è registrata con le varianti 'ntràgniti e 'ntrànchiti. Quest'ultima variante coincide con il significato di: "interiora di capretto o di pecora" anch'esso con le sue varianti ('ntragni, 'ntràgnisi, 'ntrànghisi). La parola deriverebbe dal latino interanĕa "interiora", in modo analogo ai corrispondenti francese entraignes, catalano entranyes, spagnolo entrañas e il portoghese entranhas.
L'unico dubbio è che sia stato il siciliano ad acquisire la parola dallo spagnolo o dal catalano e si sia andato a sovrapporre a un già esistente 'ntrànchiti locale. Il significato di "interiora, intestini" assume un significato nuovo e metaforico per "membri uniti da un legame interno, profondo, esclusivo e riservato". Il passaggio fonetico da 'ntranchiti a 'ndranghiti e viceversa si spiega con l'adattamento dei locutori della sonorità e della sordità consonantica. La terminazione "-ti" è un suffisso dialettale calabrese di origine greca (-ta) per indicare un nome collettivo.
Secondo i due etnolinguisti John B. Trumper e Marta Maddalon invece la tesi proposta da Martino non è da rigettare ma piuttosto da rielaborare. In greco antico esiste la parola andragathìa derivata da andreìa che significa "coraggio" dovuto ad azioni militari e àndragàthema derivato di andragatho, "fare prodezze", termini ancora presenti nel mondo bizantino medievale e moderno e valide anche per il mondo calabrese. Sebbene il termine andragathìa sia ancora diffuso come afferma Martino, è anche vero che è diffuso col significato di "fare prodezze" e non di "coraggio". Mancano ancora oggi però dei riscontri su altri periodi storici per poter caratterizzare al meglio la storia linguistica della parola.
Nei dizionari calabresi il termine viene sempre tradotto genericamente come associazione malavitosa. Nel dizionario dialettale di Giovanni Malara (1909) le voci ndranali e ndranghiti fanno riferimento alla voce tracandali ovvero: "uomo balordo e stupido". I dizionari dello stesso periodo danno un significato simile. Rohlfs nel suo dizionario lo traduce come malavita.
La prima volta che si sente il termine ’ndrangheta è dallo scrittore Corrado Alvaro in un articolo del Corriere della Sera del settembre 1955. Nella confessione di un certo Doldo in un verbale di un certo Nicola Zema del 12 maggio 1932 ricompare il termine sotto forma di dranghita mentre il termine ndranghiti viene ritrovato per la prima volta in un rapporto dei Reali Carabinieri di Bianco il 4 dicembre 1923 in collegamenti a un'associazione basata sull'onore dei soci e dedite a crimini contro la proprietà.
Nel 1948 compare per la prima volta ndranghita nella rivista Crimen in riferimento a un'associazione della Locride a sua volta ripresa da un numero della Gazzetta delle Calabrie del 1932 che scriveva di ndrangata. All'interno dei codici ritrovati dalle forze dell'ordine con le varie formule di rito, ma anche in molte canzoni dell'organizzazione più volte ci si appella a essa come onorata società.
A cavallo tra il XIX e il XX secolo tra le carte giudiziarie erano presenti anche i termini Picciotteria e Camorra, l'ultimo in analogia ai fenomeni criminali del napoletano. Picciotteria deriva da Picciotto che a sua volta viene fatto risalire alla forma dell'antico provenzale "pitxot variante francese di "petit".

## Storia

### Dalle origini al 1900
La 'ndrangheta era già nota ai tempi dei Borbone. Nella primavera del 1792, venne affidata a Giuseppe Maria Galanti una missione in qualità di "Visitatore Reale"; questi percorse in lungo e in largo gran parte della Calabria, spesso avvalendosi anche di relazioni (risposte scritte sulla base di una sorta di questionario a domande fisse, da lui stesso predisposto) di notabili locali ritenuti attendibili e fidati; ne scaturì un quadro desolante, oltre che sul versante della situazione economica della regione, soprattutto su quello dell'ordine pubblico. Lo definisce bene Luca Addante, nell'introduzione alla riedizione del resoconto di Galanti:
(Galanti)
Galanti, in particolare, riporta nel Giornale le descrizioni di inquietanti fenomeni di criminalità annotando come l'amministrazione della giustizia inefficiente, la corruzione e il monopolio dei baroni, stesse iniziando a produrre casi, come a Maida, di "una picciola combriccola di giovinastri scapestrati che commettono violenze col fare uso di armi da fuoco. La giustizia è inoperosa perché senza forza e senza sistema. Le persone maligne si fanno miliziotti [una sorta di guardie urbane]". Nel Distretto di Gerace, "le scorrerie de' malviventi nelle campagne sono generali. Quasi tutti i miliziotti sono i più facinorosi della provincia perché i delinquenti e i debitori adottano questa professione e vengono garantiti da' comandanti in disprezzo delle leggi. Con ciò restano impuniti i delitti, i quali crescono ogni giorno".
A Monteleone (l'odierna Vibo Valentia) "vi è un gran numero di gente oziosa, detti nel paese "spanzati", i quali sono ordinariamente inquisiti. Questi a franca mano commettono assassini, furti, violenze alle donne, con un manifesto disprezzo della giustizia, la quale è inefficace a punirli. Questa turba di briganti pretendono essere incaricati dell'annotazione delle sete, a spese dell'arrendamento. Quando si nega condiscendere alle loro voglie, si minaccia l'amministrazione di ricorsi, oltre alle minacce alla sicurezza, contro la quale sono sempre disposti a essere armati e usi adoprare le armi da fuoco. Gli individui oziosi e truffatori, per non pagare i debiti e per esentarsi dalle pene de' loro delitti, si arruolano nella milizia. Questi anche ricattano la gente ricca, esercitano il contrabbando con baldanza, esercitano l'incarico di perseguitare i malviventi per dare sfogo alle loro private vendette, il che porta a una catena di delitti".
Fino al XIX secolo, la Calabria era una vera e propria terra incognita (mancavano, infatti, descrizioni geografiche aggiornate di quel territorio), una "provincia della paura" e "un mondo sospeso tra crudeltà e delirio"; ciò fu anche causato dall'isolamento dovuto all'assenza di strade percorribili e alle gravi condizioni di dissesto idrogeologico che "inghiottivano" le poche opere civili costruite. Avventurarsi in Calabria in quel periodo significava compromettere seriamente la propria incolumità e rischiare la propria vita. La tenace avidità dei nuovi "galantuomini" (che in quel periodo aumentavano e cercavano in modo quasi ossessivo di arricchirsi e nobilitarsi) assottigliò fino ad azzerare gli usi civici che consentivano agli indigenti di sopravvivere. I calabresi furono definiti da taluni i "selvaggi d'Europa", e non è esagerato ipotizzare che fossero i più poveri del Regno di Napoli. La corruzione e uno spiccato individualismo erano endemici e persino il clero era profondamente corrotto, al servizio dei potenti e del tutto privo di spirito pastorale. La religione stessa era un "fenomeno esteriore", e Dio, i santi, Gesù e la Madonna non erano portatori di valori etici ma bensì una sorta di numi tutelari da accattivarsi con preghiere e la cui presenza poteva volgere a proprio vantaggio la fortuna.
Capillarmente diffuso era, inoltre, il possesso di armi (il cosiddetto "armamento universale"). A titolo di esempio, secondo quanto riportato dall'ufficiale francese Duret de Tavel, "di quattordici famiglie ricche e civili, appena quattro erano esenti da rubriche di omicidi ed altri eccessi". Assai diffusa era la violenza gratuita e la particolare efferatezza delle azioni, specie dei briganti calabresi, la cui azione era da ricondursi all'acuirsi delle ingiustizie e all'avidità di terra dei nuovo galantuomini a dispetto dei demani pubblici. Tale brigantaggio, assai diffuso durante il regno dei Napoleonidi (1806-1815) e spesso di matrice filoborbonica, fu aspramente represso dall'aiutante generale Giuseppe Iannelli e dai suoi uomini. L'efferatezza dei briganti era tale che, come testimoniato dai resoconti biografici dello stesso Iannelli (conservati presso la Biblioteca nazionale di Francia, fonds Italiens), i briganti mutilavano o massacravano chiunque incontrassero, e crearono delle "reti" di mutuo soccorso, non esitando a punire con sevizie ed estrema atrocità chiunque osasse rivelare alle guardie civiche o ai francesi il nascondiglio o gli spostamenti dei briganti. Da un tale quadro emerge una situazione di estrema fragilità che spiegherebbe anche le origini storico-culturali del supporto (di cui la 'ndrandgheta ha sempre goduto) da parte di ampie fasce della popolazione locale. In occasione degli sconvolgimenti del 1799 e delle vicende dell'esercito della Santa Fede, ampie masse di calabresi ebbero modo di spostarsi con l'esercito di Ruffo, mostrando per la prima volta al resto del regno la loro condizione di arretratezza ed efferatezza. Tale situazione non sfuggì neanche al sanfedista Domenico Sacchinelli il quale, nelle Memorie, ebbe a scrivere:
(Sacchinelli, pp. 153-154)
I comportamenti, l'efferatezza e la condizione di estrema indigenza in cui versavano i calabresi (vestiti con indumenti pieni di "insetti stomacosi") non sfuggì agli abitanti della città di Altamura, allorché i calabresi riuscirono a entrare con Ruffo nella città nello stesso anno 1799. In particolare, i calabresi si facevano beffa dei paramenti sacri delle chiese utilizzandoli come maschere, e vedere il canonico roglianese Antonio d'Epiro armato di tutto punto poté destare sconcerto tra gli altamurani, ma certamente non destò sconcerto in chi conosceva la cultura della Calabria di quel periodo.
La Calabria, dunque, "era in preda a una generale disgregazione dei poteri pubblici e di quelli privati”; ciononostante, in un contesto così grave, Ferdinando IV decise che era più importante e urgente rivolgere la propria attenzione alla costituzione di una coalizione antifrancese. "Non sono tempi per queste cose", replicò al ministro Simonetti, che proponeva di mettere in atto il piano di risanamento complessivo per la Calabria predisposto da Galanti.
Tra la fine degli anni Ottanta e l'inizio degli anni Novanta del XIX secolo, il fenomeno si rafforza a causa di alcune cellule degenerate del brigantaggio aspromontano che prendono corpo in vari paesi della provincia di Reggio Calabria.

### XX secolo
Con l'inizio del XX secolo e le prime emigrazioni di italiani, si insedia anche all'estero, soprattutto in Australia, dove ha fondato la Onorata Società, e in Canada.
Ma è nel primo ventennio del XX secolo che il fenomeno si accresce. Nella piana di Gioia Tauro verrà celebrato uno dei primi maxi processi alla 'ndrangheta calabrese risalente al 9 novembre 1929, data in cui venne emessa una sentenza di condanna per associazione a delinquere dal Tribunale di Palmi nei confronti di Santo Corio e altri 150 affiliati. In questo processo i giudici si avvalsero per l'accertamento penale dell'associazione criminale di tre collaboratori di giustizia, tutti di Gioia Tauro. Santo Corio, originario di Palmi, può essere ritenuto quindi come uno dei primi capi della piana di Gioia Tauro dal 1925 sino alla fine degli anni quaranta, quando Santo Corio morì poco tempo dopo. Proiezioni di questo clan erano presenti negli Stati Uniti, nello Stato di New York e in Australia a Sydney. In questo clan operante nelle zone di Palmi, Gioia Tauro, Rosarno, Eranova, San Ferdinando erano coinvolte anche parecchie donne d'onore. Fu il primo processo del novecento dove vennero comprovate le penali responsabilità delle donne dell'organizzazione criminale già denominata 'ndrangheta.
Dagli anni cinquanta, in contemporanea all'emigrazione meridionale ha cominciato a operare anche nel nord Italia, ed è con i sequestri di persona che negli anni settanta i media le danno attenzione sotto il nome di "anonima sequestri", tanto che sovente la sua importanza e consistenza viene paragonata a quella dell'omonima Anonima Sequestri sarda.

Antonio Macrì (detto "U Zzì 'Ntoni"), capobastone della Locride e in contatto con le famiglie canadesi e australiane

A partire dal 1950 si afferma su tutta la regione a causa della scarsa presenza dello Stato, o addirittura del favoreggiamento di personaggi politici che tramite essa ne potevano dirottare i voti. Negli anni sessanta si converte a mafia basata su legami di sangue e crescono in importanza tre 'ndrine o famiglie: i Piromalli nella piana di Gioia Tauro, i De Stefano a Reggio Calabria e i Macrì nella Locride. In questo periodo la 'ndrangheta, allora ribattezzata come anonima sequestri, comincia a usufruire del sequestro di persona per avere immediate liquidità da reinvestire nel narcotraffico. Secondo Giuseppe Lavorato La 'ndrangheta ha spiccato il suo salto negli anni settanta, periodo in cui è diventata una delle organizzazioni criminali più ricche grazie anche ai rapporti che strinse con l’eversione nera fascista e con i numerosi fiancheggiatori dentro l’apparato dello stato.

I fatti di Reggio

Si viene a conoscenza dei rapporti fra 'ndrangheta e destra eversiva in un'inchiesta della procura di Reggio Calabria conclusasi nel 1994. L'inchiesta rivela relazioni tra Junio Valerio Borghese, Stefano Delle Chiaie, i servizi segreti, le logge massoniche, Cosa Nostra e la mafia calabrese. Membri delle 'ndrine sarebbero stati coinvolti nel cosiddetto Golpe Borghese. Un uomo di contatto sarebbe stato Antonio Nirta. Il pentito Giacomo Lauro parla anche di un incontro nell'estate del 1970 tra i capibastone dei De Stefano Paolo e Giorgio e Junio Valerio Borghese. Secondo la testimonianza di Vincenzo Vinciguerra, la 'ndrangheta per il golpe avrebbe messo in azione 4 000 uomini. Anche secondo Giuseppe Lavorato "la notte dell'8 dicembre 1970 grandi boss della 'ndrangheta rimasero svegli e armati per essere chiamati a concorrere al completamento del colpo di Stato del principe nero". Riconducibile alla 'ndrangheta e all'estrema destra anche la Strage di Gioia Tauro, un attentato al treno Freccia del Sud che deragliò il 22 luglio 1970, uccidendo sei persone e ferendone una sessantina. Tali relazioni però riveleranno il potere marginale della 'ndrangheta, infatti quando il golpe Borghese fu fatto rientrare a seguito del cambiamento di strategia che optava per il mantenimento del regime democristiano, operato da quei poteri che dapprima lo avevano avallato, essa venne scaricata assieme agli aspiranti golpisti di "estrema destra", rimanendo così fuori dal vero potere, a differenza di Cosa Nostra che alla fine mantenne il suo legame con il regime democristiano.
Alcune fonti imputano alla criminalità organizzata calabrese l'attività di controllo della zona di via Gradoli in Roma. La stessa Lucia Mokbel – che, al momento della perquisizione mancata all'interno 11, era inquilina dell'appartamento frontale all'interno 9 del civico 96 di quella strada – era sia indicata in diverse inchieste giornalistiche come pregressa informatrice del SISDE o della polizia, sia la sorella di Gennaro Mokbel arrestato trentadue anni dopo nell'operazione Phuncards-Broker per essere l'elemento di congiunzione tra le società di telecomunicazione Fastweb e Telecom Sparkle, che fatturavano in modo falso, e gli interessi di esponenti della 'ndrangheta.
Tra gli anni '70 e '80 avvengono due guerre di 'ndrangheta: la prima dovuta al desiderio di Giorgio De Stefano e Girolamo Piromalli d'entrare nel narcotraffico e rapimenti, osteggiati dai capi vecchi Antonio Macrì e Domenico Tripodo. Le tensioni non tardano a scatenare il 24 novembre 1974, con l'omicidio di Giovanni De Stefano, fratello di Giorgio, poi i De Stefano reagiscono uccidendo i vecchi capi Macrì e Tripodo annientando così la vecchia guardia e la faida finisce con la vittoria dello schieramento De Stefano-Piromalli. La seconda dovuta all'indipendenza di Antonio Imerti dal suo capo Paolo De Stefano per gestire i capitali ottenuti dalle appalti truccati. Infatti, le tensioni scoppiarono l'11 ottobre 1985 quando i De Stefano piazzarono un'autobomba contro Imerti chi sopravvisse ma 3 guardaspalle restarono ammazzati. Appena 48 ore dopo l'autobomba, Imerti rispose con il duplice omicidio di Paolo De Stefano e l'autista Antonio Pellicanò.
Negli anni settanta furono create nuove doti di livello superiore: la Santa e il Vangelo e successivamente altre ancora le quali formano la società maggiore e di cui oggi tutti i capo-locali possiedono. In questo periodo nasce, quindi, la sovrastruttura della Santa per tenere contatti con alcune frange del potere costituito.
Analogamente alle altre mafie italiane, all'interno sono presenti rigidi riti di affiliazione, riti di dote, codici comportamentali tra gli affiliati e durante le riunioni che tutti sono tenuti a rispettare; caso unico nel panorama italiano, tali riti sono in uso ancora oggi. Regole e formule non sono cambiate dalla fine dell'Ottocento; al più ne sono state aggiunte di nuove in funzione delle nuove doti create.
Già negli anni ottanta furono in grado di mettere in piedi un traffico di droga in tre continenti, il cosiddetto Siderno Group: dal Canada all'Australia, dal Sud America all'Italia. 
Dagli anni novanta, nascono delle sovrastrutture per dirimere questioni tra le 'ndrine per evitare le faide, e per dare cariche di alto livello, prima inesistenti agli affiliati. In Calabria ci sono 3 mandamenti che dividono la provincia di Reggio Calabria in Ionico, Tirrenico e Centro i quali fanno riferimento al Crimine di Polsi. A quest'ultimo fanno riferimento anche le camere di controllo della Lombardia e della Liguria, il Crimine australiano e di Toronto, organismi analoghi ai mandamenti calabresi. 
Negli anni novanta per sedare il fenomeno criminoso nell'Operazione Riace si utilizza l'intervento dell'esercito, successivamente si esegue una serie di maxiprocessi: "Wall Street", "Count Down", "Hoca Tuca", "Nord - Sud", "Belgio" e "Fine" che coinvolgono molte 'ndrine e la fine del cosiddetto "Siderno Group", un consorzio malavitoso tra il Canada e la Calabria.
Nel 1991 terminano la faida di Taurianova, Cittanova, ed anche la seconda guerra di ndrangheta e comincia quella di San Luca. Lo stesso anno viene assassinato il magistrato Antonino Scopelliti che stava lavorando al maxiprocesso di Palermo. Nonostante ciò è proprio in questo periodo che stringe sempre in modo più stretto i contatti con i cartelli colombiani e le organizzazioni paramilitari sudamericane per un "controllo" del traffico di cocaina tra il Sud America e l'Italia, essendo favorita in ciò dal parallelo ridimensionamento di Cosa Nostra, fino a quel momento padrona indiscussa del traffico mondiale della droga ecc., a seguito dello scontro tra questa e lo Stato italiano ecc., dopo la fine della guerra Fredda e le stragi di Capaci contro Giovanni Falcone e via d'Amelio contro Paolo Borsellino nel 1992.

### XXI secolo
Negli anni 2000 l'organizzazione ha continuato a rafforzarsi e a espandersi in Italia con presenze anche all'estero, replicando la sua struttura; stabilendo contatti permanenti con i narcotrafficanti sud americani, instaurando nuovi contatti con i cartelli messicani e contribuendo a creare nuove rotte della droga passando per l'Africa occidentale. 
Un grandissimo esponente di 'ndrangheta fu Domenico Libri, capobastone della cosca Libri di Cannavò, fu latitante per ben 3 anni e venne arrestato dalla polizia francese nel 1992. Nel processo Olimpia gli vennero inflitti 6 ergastoli. 
Di notevole rilievo l'arresto nel 2004 di Giuseppe Morabito, il latitante e ricercato numero uno della 'ndrangheta e l'omicidio del vicepresidente del Consiglio regionale della Calabria Francesco Fortugno. Da questo omicidio i ragazzi della città di Locri formarono una nuova organizzazione antimafia: Ammazzateci tutti. 
Nell'agosto 2007 è ritornata sotto i riflettori la faida di San Luca tra le cosche Nirta-Strangio e Pelle-Vottari dopo la strage di Ferragosto nel ristorante italiano Da Bruno a Duisburg in Germania (6 persone uccise).
(Relazione annuale sulla 'ndrangheta, Francesco Forgione, Presidente della commissione parlamentare antimafia, Il 20 febbraio 2008)
Nel 2008 viene Pubblicata la Relazione annuale dell'Antimafia per la prima volta principalmente incentrata sul fenomeno della mafia calabrese. Viene presentata da Francesco Forgione presidente della Commissione parlamentare Antimafia.
Il 31 maggio 2008 la 'ndrangheta viene inserita dal governo degli Stati Uniti nella lista Foreign Narcotics Kingpins, cioè delle organizzazioni e persone dedite al narcotraffico. 
La conseguenza sarà la possibilità di congelare i patrimoni in territorio statunitense degli 'ndranghetisti.
Con l'arrivo del XXI secolo la 'ndrangheta entra di diritto fra le più potenti organizzazioni criminali al mondo, prima in Italia, con il monopolio del traffico di cocaina nel continente.
Nel settembre 2009 scoppia il caso Relitto di Cetraro, l'affondamento di navi contenenti rifiuti tossici in Calabria e per tutto il Mediterraneo fino in Somalia, scaturite dalle confessioni del pentito Francesco Fonti. Il pentito Antonino Lo Giudice ha rivelato che ha fatto regali e favori vari a diversi magistrati.
Tra il 2010 e il 2011 si concludono le operazioni Crimine-Infinito e Minotauro che oltre a portare numerosi arresti mettono definitivamente in luce le strutture apicali dell'organizzazione e le loro relazioni: in Calabria con i mandamenti provinciali e il Crimine di Polsi, al di fuori con la Lombardia, le locali liguri, piemontesi, tedesche e le camere di controllo del Canada e dell'Australia.
Il 28 gennaio 2015, con l'operazione Aemilia, avviene l'arresto di 117 persone in Emilia-Romagna, Lombardia, Piemonte, Veneto, Calabria e Sicilia delle procure di Bologna, Catanzaro e Brescia, tra cui affiliati dei Grande Aracri, accusate di associazione di tipo mafioso, estorsione, usura, porto e detenzione illegali di armi, reimpiego di capitali di illecita provenienza, emissione di fatture per operazioni inesistenti, e un sequestro di beni per un valore di 330 milioni di euro.
Nel gennaio 2020 viene istituito dal ministero dell'interno e dall'interpol il progetto I-CAN: Interpol Cooperation Against 'ndrangheta, una cooperazione internazionale tra polizie con l'obiettivo di catturare i latitanti e aggredire patrimoni illeciti e far conoscere all'estero i metodi di infiltrazione dell'organizzazione. A causa della Pandemia di Covid, il progetto è partito a giugno 2020 e ad oggi coinvolge le polizie di: Australia, Canada, Stati Uniti, Argentina, Brasile, Colombia, Uruguay, Francia, Germania e Svizzera. Malgrado la presenza della 'ndrangheta in Africa, nel progetto non sono coinvolti paesi africani.

## Caratteristiche

### Il legame familiare
A differenza delle altre mafie in Italia (fatta eccezione per l'antica Cosa Nostra dove contava anche il legame di sangue e familiare), la struttura interna a ogni cosca della 'ndrangheta poggia sui membri di un nucleo familiare legati tra loro da vincoli di sangue, le 'ndrine. Non sono rari matrimoni tra le varie cosche per saldare i rapporti tra famiglie mafiose. I matrimoni hanno un alto valore simbolico, e possono anche servire a sancire la fine di una faida: un esempio da tale punto di vista fu il matrimonio di Venanzio Tripodo, figlio di Domenico, con Teresa Romeo, di San Luca, figlia di Sebastiano. Esso sancì la ritrovata pace tra i De Stefano e i Tripodo. Inoltre spesso i banchetti nuziali sono stati occasione per veri e propri summit 'ndranghetisti: tale fu ad esempio, il banchetto seguito al matrimonio di Girolamo Mazzaferro.
In un paese o quartiere di città più 'ndrine aprono la locale, struttura che organizza la gestione malavitosa del territorio. I locali creati al di fuori della Calabria spesso dipendono dal locale del paese d'origine dei membri.

### Lo scarso pentitismo
Proprio a causa del forte legame familiare i casi di pentitismo sono stati fino a qualche anno fa pochi, poiché questi andavano contro i loro stessi parenti e familiari, e al giuramento che hanno fatto all'ingresso nel mondo della malavita. Tuttavia oggi con l'aumento della pressione dello Stato, a differenza di prima dove tale pressione era minima, e del puntamento dei riflettori mediatici, la 'ndrangheta comincia ad avere pentiti in misura sempre più crescente.
A tutt'oggi i pentiti di 'ndrangheta dunque non sono moltissimi, ma come detto sono in aumento; tra di essi si ricordano Francesco Albanese (nel 1900), Rocco Varacalli, Pino Scriva di Rosarno nel 1983, Antonio Zagari nel 1990, Giacomo Lauro nel 1992, Francesco Fonti nel 1994, Angelo Salvatore Cortese ('ndrina Grande Aracri) nel 2008 e dal 2010 il capo del locale di Giussano, Antonio Belnome; Luigi Bonaventura, reggente della 'ndrina originaria di Crotone ma operante anche in Lombardia, Giuseppina Pesce (figlia del boss di Rosarno).

## Organizzazione
(Il pentito Antonino Fiume, ex braccio destro di Giuseppe De Stefano durante il processo 'ndrangheta stragista nel 2019)

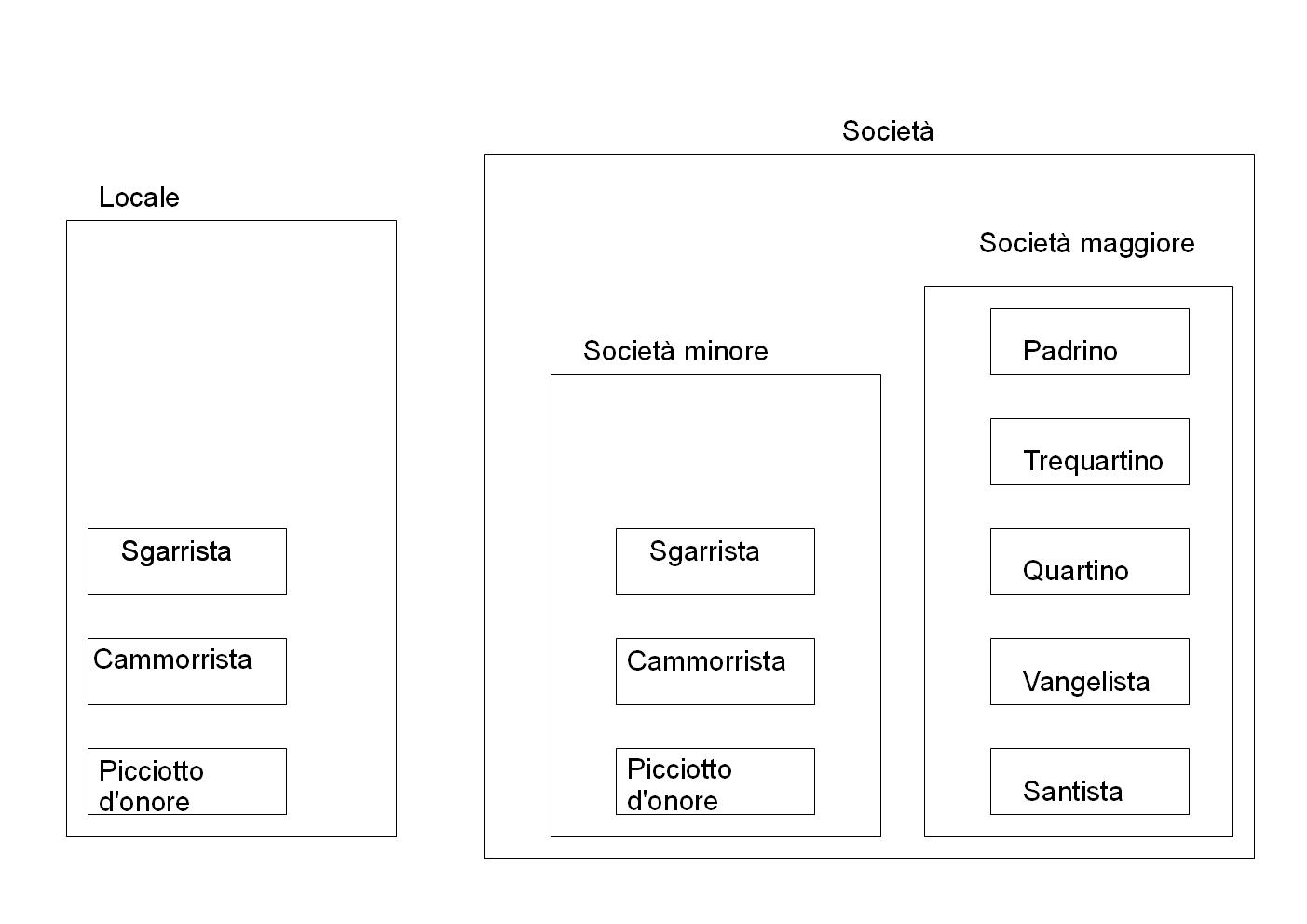
Il locale e la società con le doti degli affiliati

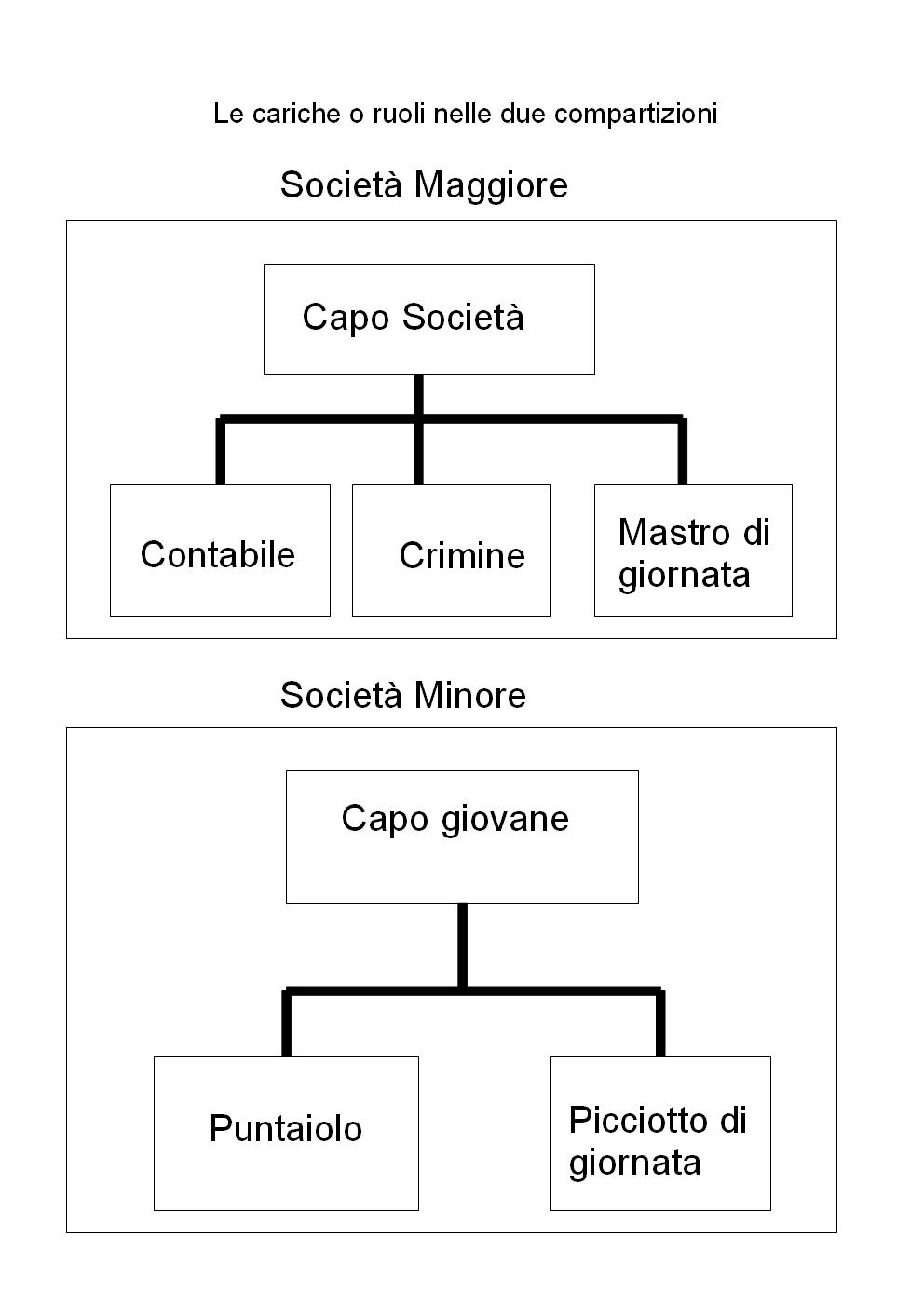
Le cariche nella gestione di un locale che ha una società maggiore e minore detta anche società

La 'ndrangheta è strutturata sul territorio su più livelli, in Calabria principalmente si suddivide in Mandamento Tirrenico, Mandamento Jonico, e Mandamento Centro, mentre all'estero e in altre parti d'Italia esiste il concetto di Camera di controllo con mansioni equivalenti a quelle del mandamento.
Fino agli anni ottanta l'organizzazione era strutturata in modo orizzontale, in cui ogni locale aveva la sua zona di competenza, evitando faide tra le 'ndrine per il predominio sulla loro locale, e non hanno impedito ben due guerre di 'ndrangheta tra gli anni settanta e ottanta nate da alleanze a catena tra le 'ndrine che coinvolgevano anche più di una sola locale.
'ndranghetista è il nome generico che viene dato a un affiliato alla 'ndrangheta. È quindi tale una qualsiasi persona che appartiene alle famiglie malavitose, le 'ndrine; picciotto, camorrista, sgarrista, santista, vangelista, quartino, trequartino, padrino e capobastone sono i gradi con cui si identifica uno 'ndranghetista.
Una persona diventa 'ndranghetista in due modi: per nascita, quindi essendo già appartenente a una famiglia mafiosa o per "battesimo", cioè tramite il rito di affiliazione che lo lega all'organizzazione fino alla morte.
In un'informativa del ROS dell'Arma dei carabinieri risalente al 1995, denominata Galassia firmata dal capitano Angelo Jannone, che permise l'arresto di 187 tra capi e gregari delle 'ndrine e di alcuni esponenti di Cosa nostra, viene chiarito che la 'ndrina è la struttura di base, composta da 7 uomini (d'onore), mentre 7 'ndrine, compongono il locale, detto anche "settandrina". Si spiega anche il concetto di "copiata", ossia il nominativo di altri uomini d'onore di rango superiore, presenti nei cerimoniali di conferimento di un grado superiore a un uomo d'onore, meccanismo che ha garantito l'espansione e la solidità della 'ndrangheta.

### Le famiglie
All'interno delle famiglie vi è una struttura gerarchica basata in gradi dette doti, al primo grado stanno i picciotti, poi i camorristi e infine gli sgarristi e rappresentano la cosiddetta società minore. Il capo-locale ha la dote di sgarro. Si entra nella 'ndrangheta, o, per dirla nel gergo mafioso, si viene battezzati con un rito tradizionale preciso, che può avvenire automaticamente, poco dopo la nascita se si tratta del figlio di un importante esponente dell'organizzazione (in questo caso, finché il bambino non raggiungerà i quattordici anni, età minima per entrare nella 'ndrangheta, si dirà che il piccolo è "mezzo dentro e mezzo fuori"), oppure con un giuramento, per il quale garantisce con la vita il mafioso che presenta il novizio, simile a una cerimonia esoterica, durante la quale il nuovo affiliato è chiamato a giurare nel nome di nostro Signore Gesù Cristo. Il battesimo dura tutta la vita e a uno sgarro paga spesso la famiglia del nuovo affiliato.

### I poteri delle'ndrine
Ogni famiglia ha pieni poteri oltre che controllo sulla zona e sul territorio che le appartiene, in cui opera con la massima tranquillità e gestisce il monopolio di ogni sua attività lecita o illecita che sia.
La posizione di ogni singolo membro all'interno di una famiglia è severamente disciplinata e regolata da un ferreo codice al quale non si può sfuggire. Nel caso ci siano problemi con un adepto, questo viene portato davanti al tribunale della sua cosca.
Più 'ndrine nella stessa zona formano un'entità detta "locale". Ogni locale ha un proprio capo, che ha potere di vita e di morte su tutti, un contabile, che gestisce la situazione economica e finanziaria, e un crimine, che governa le modalità di regolamento di conti con le cosche rivali, organizzando omicidi, estorsioni e agguati.

### L'articolazione territoriale

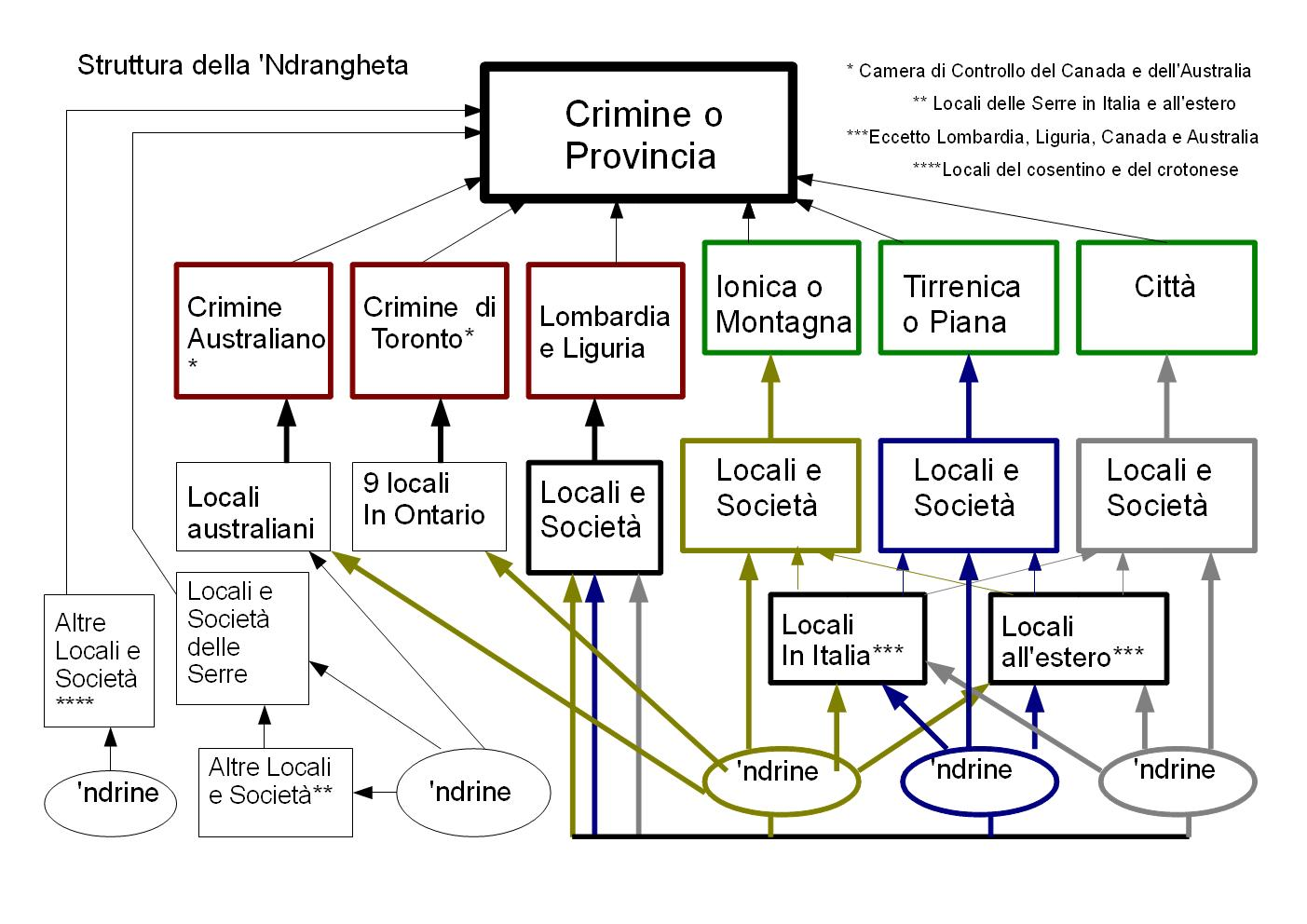
Struttura della 'ndrangheta alla luce dell'operazione Crimine del 2010

Fino alla grande guerra interna scoppiata nel 1985 non esisteva nulla di simile alla cupola di Cosa nostra, mentre successivamente le cosche della provincia di Reggio Calabria iniziano a strutturarsi in modo verticistico attraverso la "Santa" o Società Maggiore che presenta però differenze significative.
Chi fa parte della Santa sono esponenti con il grado o dote di santista, vangelista, quartino, quintino e associazione.

Inoltre dal 1991 è stata introdotta in Calabria la suddivisione territoriale in 3 mandamenti: la Piana o mandamento tirrenico (Piana di Gioia Tauro), la Montagna o mandamento ionico (la Locride) e la Città (Reggio Calabria). Queste, come tutti i locali al di fuori della Calabria e dell'Italia stanno al di sotto di una commissione definita "Provincia" o Crimine, la cui esistenza dal 18 giugno 2016 è considerata vera anche dalla sentenza del processo Crimine della Corte di cassazione.
È probabile che questa sorta di Cupola, detta anche Crimine, si riunisca nel santuario di Polsi, luogo sacro della 'ndrangheta per assumere decisioni o per eleggere il capo-crimine.
Il Crimine sarebbe composto dal capo-crimine (a oggi l'unico capo-crimine conosciuto è il rosarnese Domenico Oppedisano arrestato nell'operazione Crimine del 13 luglio 2010), il capo-società e il mastro-generale.
Il 13 luglio 2010 viene scoperta una nuova struttura nel Nord Italia chiamata Lombardia sempre alle dipendenze delle commissioni calabresi, nel 2020 viene scoperta l'esistenza di una camera di controllo a Toronto in Canada dipendente dal Crimine di Siderno, mentre nel 2021 viene scoperta una nuova camera di controllo in Germania.
Il 13 novembre 2012 l'operazione Saggezza porta alla conoscenza di una nuova struttura al di sopra dei 5 locali aspromontani di Antonimina, Ardore, Canolo, Ciminà e Cirella di Platì: la Corona, il cui capo è detto Capo-Corona.
Questa struttura sembra sia nata per dirimere questioni in seno a questi piccoli locali, a concedere doti e a poter competere economicamente alla pari di altre locali di 'ndrangheta più blasonate. Non se ne conosce ancora la relazione col Crimine e il mandamento ionico, in cui rientra.

## Attività
Dal XIX secolo, e fino alla prima metà del XX secolo si caratterizzò essenzialmente come mafia agropastorale. A partire dagli anni cinquanta le attività cominciano a diversificarsi, spaziando dal trafficare in droga a livello internazionale (Siderno Group) all'infiltrazione negli appalti per l'autostrada Salerno-Reggio Calabria e l'area industriale di Gioia Tauro negli anni settanta. I proventi del denaro vengono reinvestiti e riciclati all'estero.
Nel 2004 la Guardia di Finanza stima che la 'ndrangheta abbia guadagnato solo dal traffico di droga 22 miliardi e 340 milioni di euro che risulta essere quindi l'affare più redditizio. 
Ottiene il primato anche per il traffico delle armi con 2 miliardi e 353 milioni di euro (il guadagno delle altre organizzazioni mafiose si aggira attorno agli 800 milioni di euro), 4 100 milioni di euro il giro d'affari nell'usura, 4 600 milioni di euro per il traffico di armi e la prostituzione. 
Questa è solo una parte dei guadagni.
Secondo dati Eurispes la 'ndrangheta nel 2004 ha avuto un giro d'affari stimato di 36 miliardi di euro. Secondo Donato Masciandaro, docente di economia alla Bocconi, la cifra sarebbe invece di ben 55 miliardi di euro (pari al 5% del PIL italiano) poiché andrebbero aggiunti anche i guadagni dal riciclaggio di denaro.
Nel 2007, il rapporto Svimez, basato su stime Confesercenti, dice che in Calabria circa 150 000 società pagano il pizzo, la metà della totalità delle imprese presenti. Nel rapporto dell'Eurispes per l'anno 2008 si rivela un giro d'affari di 44 miliardi di euro approssimato per difetto. Pari al 2.9% del PIL italiano. Il 62% degli introiti viene dal traffico di droga. Le attività risulterebbero divise per:
| Attività illecite          | Valore            |
| -------------------------- | ----------------- |
| Traffico di droga          | 27,240 miliardi € |
| Imprese e appalti pubblici | 5,733 miliardi €  |
| estorsione e usura         | 5,017 miliardi €  |
| Traffico di armi           | 2,938 miliardi €  |
| Prostituzione              | 2,867 miliardi €  |
| Totale                     | 43,795 miliardi € |

Secondo lo studio del 2013 condotto da Transcrime, centro di ricerca dell'Università Cattolica del Sacro Cuore, i ricavi delle mafie italiane vengono ridimensionate e ammonterebbero a circa 25,7 miliardi di euro l'anno. Di questi, il 35% è appannaggio della Camorra, il 33% della 'Ndrangheta, il 18% di Cosa Nostra e l'11% della Sacra Corona Unita.
Un'indagine demoscopica pubblicata il 26 marzo 2013 afferma che la 'ndrangheta abbia nel mondo un giro d'affari di 53 miliardi di euro (73 miliardi di dollari) equivalente al 3,5% del PIL dell'Italia.
Di seguito l'elenco delle attività e quanto rendono nel loro complesso.
| Attività illecite                                                                  | Valore          |
| ---------------------------------------------------------------------------------- | --------------- |
| Traffico di droga                                                                  | 24,2 miliardi € |
| traffico illegale di rifiuti                                                       | 19,6 miliardi € |
| estorsione e usura                                                                 | 2,9 miliardi €  |
| appropriazioni indebite                                                            | 2,4 miliardi €  |
| Gioco d'azzardo illegale                                                           | 1,3 miliardi €  |
| traffico di armi, prostituzione, contraffazione di beni e traffico di esseri umani | < 1 miliardo €  |
| Totale                                                                             | 53 miliardi €   |

Secondo l'Agenzia del Demanio dal 1986 al 2006 in Calabria vi sono 1093 immobili (di cui 800 nella provincia di Reggio Calabria) confiscati alla 'ndrangheta, di cui 562 abitazioni, 363 terreni, 122 locali, 18 capannoni e altri 28 beni immobili.
Questi guadagni rendono la 'ndrangheta una delle mafie più ricche del mondo; il successo di questa organizzazione può essere spiegato solo con un'abile politica di riciclaggio del denaro (inizialmente fornito dai sequestri di persona) e con un reinvestimento nel campo della droga che ha portato questa mafia a superare economicamente le altre: Cosa nostra, Camorra, Sacra Corona Unita e Stidda. L'attività principale è il traffico di droga, dal quale raccoglie i maggiori proventi, di cui, la cocaina è il settore più importante.
In Calabria l'estorsione nei confronti delle società è asfissiante, ma anche nel nord Italia si è notato un aumento dell'attività estorsiva.
Le infiltrazioni in appalti e sub-appalti cominciano negli anni settanta in Calabria e continuano al giorno d'oggi anche nel Nord Italia (Autostrada A4, autostrada Milano-Torino, Treni ad Alta Velocità ma anche la progressiva monopolizzazione del settore edile e movimentazione terra); il territorio calabrese subisce poi l'appropriazione indebita di finanziamenti statali e dell'Unione europea. 
Il riciclaggio di denaro attraverso banche, l'acquisizione di immobili e società è stata una delle principali attività degli ultimi 15 anni in Italia e all'estero.
Alcune operazioni delle forze dell'ordine testimoniano la loro presenza nel settore dei locali notturni nell'Italia settentrionale.
In misura minore sono coinvolti nel traffico di armi e il controllo della prostituzione. Alcune 'ndrine sono dedite alla contraffazione di denaro (in Germania il locale di Corigliano). In Sudafrica è stato rilevato un traffico di diamanti e sempre nel continente africano anche scambio di armi per coltan. Dagli anni settanta agli anni novanta furono particolarmente attivi nei sequestri di persona in territorio italiano. Negli anni ottanta e novanta sarebbero stati coinvolti nello smaltimento di rifiuti tossici (nell'operazione Export del luglio 2007 vengono sequestrati 135 container di rifiuti diretti in Cina, India, Russia e Nord Africa) e radioattivi per mezzo di affondamento di navi nel mediterraneo e in Africa Orientale.

### Il voto di scambio
Oltre al caso dell'assessore della Lombardia Domenico Zambetti, ci sono stati altri casi di presunto voto di scambio. 
Il pentito Roberto Moio ha affermato di aver incontrato molti politici e di aver ricevuto 30 000 euro per appoggiare dei candidati. In Calabria alcuni politici sono stati sospettati di voto di scambio.

### I rapporti con lo sport
(Franco Gabrielli, capo della Polizia alla Commissione parlamentare antimafia, 2017)
Secondo il Procuratore Nicola Gratteri per la 'ndrangheta il calcio è uno strumento di potere, come disse in una intervista nel 2015, il calcio "minore" in particolare è uno strumento per acquisire consenso sulla popolazione e difatti poi il 3 maggio 2017 anche il capo della Polizia Franco Gabrielli entra nel merito di fronte alla commissione parlamentare antimafia e definisce la 'ndrangheta: "l'organizzazione criminale più attiva nella ricerca del controllo di società di calcio è la ’ndrangheta" che ne attesta la presenza nel mondo del calcio, nell'area reggina sin dagli anni '80 del XX secolo.
Gabrielli continuerà citando le operazioni Lex e All Inside che attestano il coinvolgimento dei Pesce nella squadra locale di Rosarno e del Sapri Calcio e delle infiltrazioni del Crotone Calcio da parte dei Vrenna a cavallo tra gli anni '90 e 2000.

## Diffusione in Italia

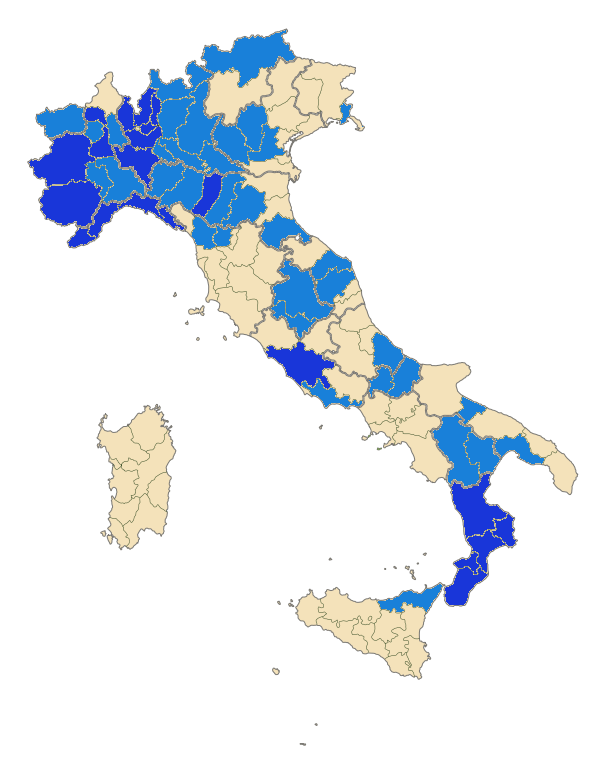
'Ndrangheta in Italia per provincia. In blu le province con la presenza accertata di locali, in azzurro province in cui sono stati attestati illeciti legati alla 'ndrangheta (2017)

La 'Ndrangheta viene comunemente indicata come l'organizzazione criminale di stampo mafioso più potente in Italia. Infatti in tutte le regioni italiane sono presenti delle 'ndrine che svolgono diverse attività. Nell'Italia centro-settentrionale (specialmente in Toscana, Friuli-Venezia Giulia) sono responsabili del riciclaggio di denaro, mentre in Piemonte, Valle d'Aosta, Lombardia, Liguria, Emilia-Romagna e Umbria esistono sodalizi consolidati dove o hanno soppiantato altre organizzazioni criminali o hanno stretto alleanze o hanno accordi di non ingerenza.
La presenza della 'Ndrangheta nell'Italia meridionale è caratterizzata dal fatto che sono già presenti organizzazioni criminali stabili e potenti (come Cosa Nostra in Sicilia,  la Camorra in Campania e la Sacra Corona Unita in Puglia) con la quale ha stipulato nel corso della storia varie alleanze per la gestione degli affari.
Attività note della 'Ndrangheta sono le infiltrazioni nella pubblica amministrazione, che hanno causato lo scioglimento di numerose amministrazioni comunali della Calabria, alcune addirittura più di una volta. La provincia calabrese con più scioglimenti è stata la Provincia di Reggio Calabria, dove l'organizzazione criminale è fortemente radicata. Nel periodo che va dal 1991 al 2013 sono stati sciolti in tutta la Calabria complessivamente 58 consigli comunali.

## Diffusione nel mondo

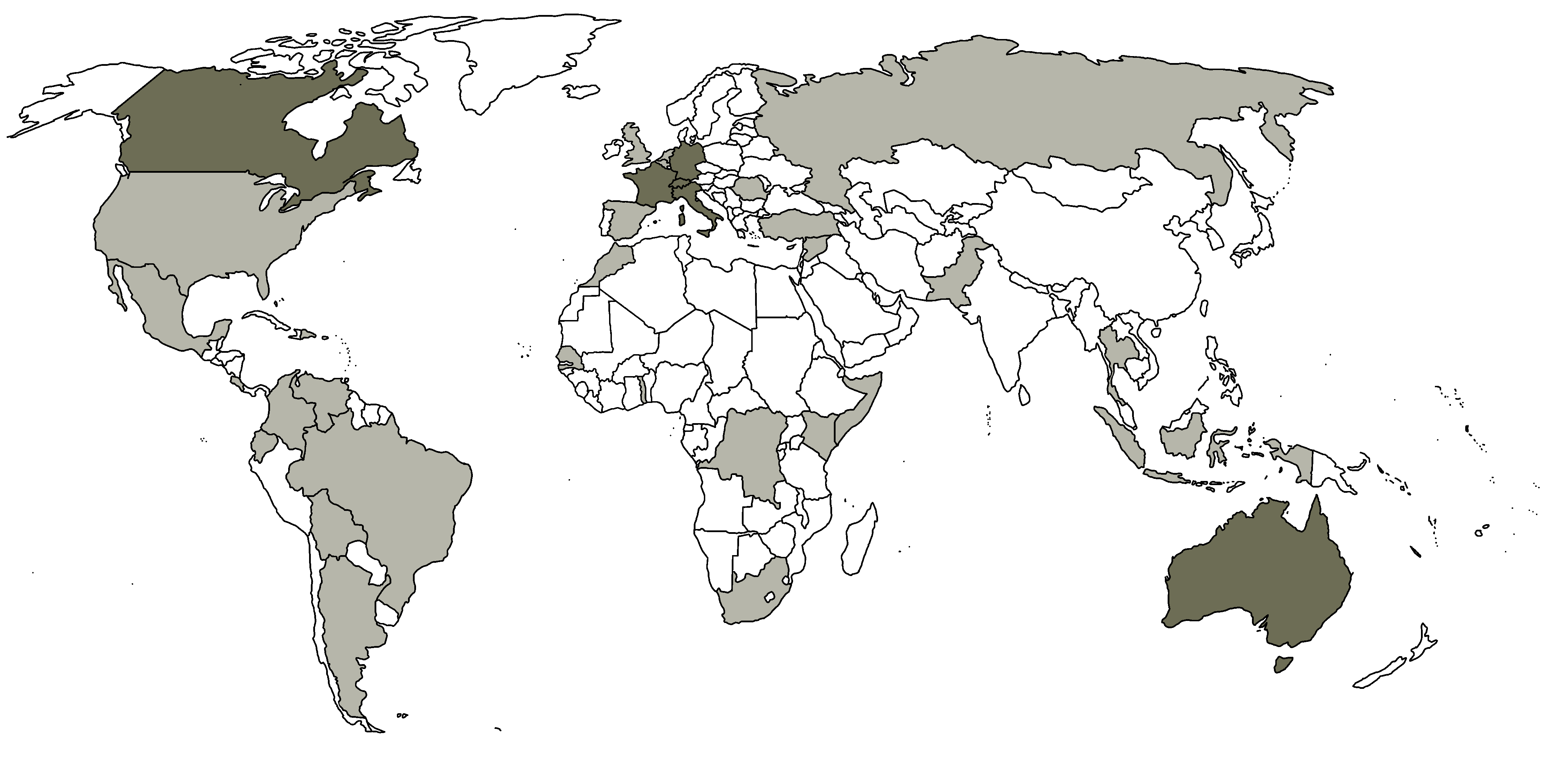
La 'ndrangheta nel mondo. In grigio scuro le nazioni con la presenza accertata di locali, in grigio chiaro le nazioni dove le 'ndrine sono presenti per commettere atti illeciti, come il narcotraffico o il riciclaggio.

La 'ndrangheta inizia a diffondersi all'estero a seguito delle emigrazioni di fine XIX secolo, quando ancora non era chiamata con l'attuale nominativo ma con le denominazioni di Mano Nera o Picciotteria. Si segnalano 19 'ndrine in Australia, 14 in Colombia, 13 in Germania e 10 in Canada e alcune opererebbero anche in Thailandia, Antille Olandesi e Togo.
Molto forte è la presenza in Australia., Canada e Germania
In Australia, dai proventi dei sequestri nella prima metà del Novecento nasce una fervente attività nella coltivazione di campi di marijuana.
Negli anni cinquanta proprio in Canada e Australia nasce il cosiddetto Siderno Group, un consorzio di famiglie originarie di Siderno con collegamenti anche con elementi di Cosa nostra statunitense come Frank Costello dediti al traffico di eroina e di armi. L'attività più intensa si svolse tra gli anni ottanta e novanta ed è solo nell'ultimo decennio del 900 appunto che le forze dell'ordine arrestano i componenti del Siderno Group.
Quando si inserisce nel traffico di cocaina negli anni ottanta e comincia a controllarne i traffici si sposta in Spagna, Portogallo, Paesi Bassi fino ad arrivare in Colombia e a trattare direttamente con i Narcos e con l'AUC di Salvatore Mancuso Gómez. Viene individuata in tutto il Sud America: Perù, Cile, Brasile, Argentina, Uruguay, Paraguay, Venezuela e Bolivia.
Negli anni novanta si scopre che i proventi illeciti vengono riciclati in tutta Europa, Germania, Regno Unito, Paesi Bassi e nei paesi dell'Est: Russia, Ungheria, Polonia e Romania nell'acquisto di immobili, esercizi commerciali, e in particolare imprese funebri.
Molte 'ndrine infine in Austria e in Svizzera hanno conservato i loro capitali, e, soprattutto in quest'ultima, ci sono stati anche svariati traffici di armi.
Negli ultimi anni, le rotte del narcotraffico si sono spostate in Africa occidentale poiché più controllato il traffico diretto Europa-Sud-America.
Sono stati sequestrati nel 2007 250 chili di cocaina provenienti dal Sud America e in transito a Dakar in Senegal che sarebbero dovuti arrivare in Italia per conto dei Morabito e della Locale di Africo, successive operazioni hanno visto le 'ndrine operative in Togo e Costa d'Avorio.
Nel continente, la 'ndrangheta sembra anche abbia commerciato in diamanti nel Sudafrica, e smaltito rifiuti tossici principalmente in Somalia, ma anche in Kenya e nella Repubblica Democratica del Congo dove Antonio Nicaso, in un articolo su l'Espresso parla anche di compravendita di Coltan in cambio di armi con le milizie della regione.
Ad oggi, secondo il rapporto Europol 2013, ha un ruolo dominante nel mercato europeo della cocaina grazie ai rapporti intessuti in passato con i produttori.

## Le infiltrazioni nella Pubblica amministrazione

### Amministrazioni comunali
Per mafia sono state sciolte numerose Amministrazioni comunali calabresi. Dal 1991 al 2013 ben 58 consigli comunali: per lo più in provincia di Reggio Calabria (33), ma anche nelle province di Catanzaro (7), Crotone (3), Vibo Valentia (13) e Cosenza (2). Gli scioglimenti hanno avuto luogo in tempi diversi, e per alcune amministrazioni è successo più d'una volta.
Limbadi è stato il primo comune d'Italia sciolto per mafia nel 1983: anche se ancora non esisteva la legge contro le infiltrazioni mafiose negli enti locali, a sciogliere l'ente fu l'allora presidente della repubblica Sandro Pertini perché risultò primo degli eletti nella lista civica Ramoscello d'olivo il Capubastuni Francesco Mancuso conosciuto e temuto in tutto il territorio calabrese come "Don Ciccio", latitante durante la campagna elettorale e al momento del voto, sorvegliato speciale di pubblica sicurezza con precedenti penali per vari reati, inoltre all'interno del consiglio comunale risultavano eletti soggetti ritenuti pienamente inseriti nell'organizzazione criminale del Mancuso. Il consiglio venne pertanto sciolto per motivi di ordine pubblico ad appena una settimana di distanza dalle elezioni amministrative.
Anche al nord alcuni comuni hanno subito tale sorte. Il primo comune del nord Italia sciolto per presunte infiltrazioni mafiose fu Bardonecchia, in Piemonte nel 1995 e fu arrestato Rocco Lo Presti, storico boss mafioso di Bardonecchia e della Val di Susa. Nel novembre 2010, per la prima volta un comune lombardo (Desio, in Brianza) viene sciolto il consiglio comunale per evitare il commissariamento per infiltrazioni mafiose. Nel marzo 2011 Bordighera è il primo comune ligure che viene sciolto per infiltrazioni mafiose della famiglia Pellegrino; e successivamente viene commissariato Ventimiglia per evitarne lo scioglimento. 
Il 3 febbraio 2012 anche il comune ligure di Ventimiglia viene sciolto per mafia, insieme a quello di Bordighera (Provincia di Imperia) e Leini (Provincia di Torino). Nel maggio 2012 viene sciolto per 'ndrangheta anche il comune piemontese di Rivarolo Canavese.
Il 9 ottobre 2012 viene sciolto per la prima volta in Italia un capoluogo di provincia: Reggio Calabria. 
Il 16 ottobre 2013 viene sciolto il primo comune per mafia in Lombardia: Sedriano. 
Il 20 aprile 2016 viene sciolto Brescello, il primo comune della regione Emilia-Romagna. 
Il 22 novembre 2017 in Calabria vengono sciolti 5 comuni, tra cui per la terza volta il comune di Lamezia Terme (poi annullato dal Tar del Lazio.). 
Nel 2018 Platì viene sciolto per la terza volta e Limbadi per la seconda.
Il 6 febbraio 2020 viene sciolto il primo comune della Valle d'Aosta: Saint Pierre a seguito dell'operazione Geenna del 2019.
- Africo (RC) - (2003)[180], (2014)[181], (2019)
- Amantea (CS) - (luglio 2008)[182] - DPR annullato[180], (2020)[183]
- Anzio (Roma) - (2022)[184][185]
- Aprilia (LT) - (2025[186])
- Ardore (RC) - (2013)[181]
- Badolato (CZ) - (2014[181] - 2025[186])
- Bagaladi (RC) - (2012)[187] DPR annullato dal TAR
- Bagnara Calabra - (RC) - (2015)[188]
- Bardonecchia (TO) - (1995)[180]
- Bordighera (IM) - (marzo 2011)[189] - DPR annullato[190]
- Borgia (CZ) - (2010)[191]
- Botricello (CZ) - (2003) - DPR annullato[180]
- Bova Marina (RC) - (2012)[181], (2017)[192]
- Bovalino (RC) - (2015)[193] - 2016[194]
- Brancaleone (RC) - (2017)[181]
- Brescello (RE) - (2016)[171][172]
- Briatico (VV) - (2003)[180], (gennaio 2012)[180][195], (maggio 2018)[196]
- Calanna (RC) - (2004)[180]
- Camini (RC) - (1995)[180]
- Canolo (RC) - (2017)[181]
- Careri (RC) - (2012)[197][198][199], (2019)
- Casabona (KR) - (2025[186])
- Casignana (RC) - (2013)[181]
- Cassano allo Ionio (CS) - (2017)[174]
- Cirò (KR) - (2001)[180], (2013) DPR 2013 annullato dal TAR[200]
- Cirò Marina (KR) - (2018)[181]
- Condofuri (RC) - (2010)[180][201]
- Corigliano Calabro (CS) - (2011)[180]
- Cosoleto (RC) - (1997[180] - 2022[184][185])
- Cropani (CZ) - (2017)[181]
- Crucoli (KR) - (2018)
- Cutro (KR) - (2020[202])
- Delianuova (RC) - (1991), (2018)[180]
- Fabrizia (VV) - (2009)[180][191]
- Gioia Tauro (RC) - (1993), (2008), (2017)[180][203]
- Guardavalle (CZ) - (2003)[180], (2021)[204] DPR annullato[205]
- Isca sullo Ionio (CZ) - (1992)[180]
- Isola di Capo Rizzuto (KR) - (2003, 2017)
- Joppolo (VV) - (2014) (DPR annullato dal TAR del Lazio e dal Consiglio di Stato)[206]
- Lamezia Terme (CZ) - (1991)[180], (2002)[180], (2017)[174] DPR annullato[175]
- Laureana di Borrello (RC) - (2017)[181]
- Lavagna (GE) - (2017)[181]
- Leini (TO) - (2012)[207]
- Limbadi (VV) - (1983) - sciolto prima dell'esistenza della legge del 1991 sullo Scioglimento dei consigli comunali e provinciali per infiltrazione mafiosa, (2018)[181]
- Marcedusa (CZ) - (2001)[180]
- Marina di Gioiosa Ionica (RC) - (2011)[180], (2017)[174] poi annullato dal TAR del Lazio

- Melito di Porto Salvo (RC) - (1991), (1996), (2013)[180][208]
- Mileto (VV) - (2012)[187]
- Monasterace (RC) - (2003) - DPR annullato[180]
- Molochio (RC) - (1993)[181], (1995)[180]
- Mongiana (VV) - (luglio 2012)[209]
- Montebello Jonico (RC) - (2013)[181]
- Nardodipace (VV) - (dicembre 2011)[208][210], (dicembre 2015)[181]
- Nettuno (RM) - (novembre 2005)[211], (2022)
- Nicotera (VV) - (2005)[181], (2010)[180][191], (2016)
- Palizzi (RC) - (2019).[212]
- Parghelia (VV) - (2007)[180]
- Petronà (CZ) - (2017)[174]
- Pizzo (VV) - (2020)
- Platì (RC) - (2006)[180], (2012)[192], (2018)[181]
- Reggio Calabria - (9 ottobre 2012)[168]
- Rende (CS) - (2023)[213]
- Ricadi (VV) - (2014)
- Rivarolo Canavese (TO) - (maggio 2012)[214]
- Rizziconi (RC) - (31 luglio 2000)[180], (28 ottobre 2016)
- Roccaforte del Greco (RC) - (1996), (2003), (2011)[180][201]
- Roghudi (RC) - (1995)[180]
- Rosarno (RC) - (1992)[181], (2008)[180], (2021)
- Saint Pierre (AO) (febbraio 2020)[177][178][179]
- Samo (RC) - (gennaio 2012)[195]
- San Calogero (VV) - (2013)[208]
- San Ferdinando (RC) - (1994)[181], (2010)[180][201], (2014)[181]
- San Gregorio d'Ippona (VV) - (aprile 2007)[180], (maggio 2018)[non chiaro]
- San Luca (RC) - (2000)[180], (2013)
- San Procopio (RC) - (2010)[201]
- Sant'Andrea Apostolo dello Ionio (CZ) - (1991) - Amministrazione reintegrata[180]
- Sant'Eufemia d'Aspromonte (RC) - (2020[202])
- Sant'Ilario dello Ionio (RC) - (2012)[197][198][199]
- Sant'Onofrio (VV) - (8 gennaio 2009)[201]
- Santo Stefano in Aspromonte (RC) - (1998)[180]
- Scalea (CS) - (2014)
- Scilla (RC) - (2018)[215]
- Sedriano (MI) - (2013)[170]
- Seminara (RC) - (1991)[181], (2007)[180]
- Siderno (RC) - (2013),[208] (2018)[216][217]
- Sinopoli (RC) - (1997)[180], (2019)
- Sorbo San Basile (CZ) - (2017)[181]
- Soriano Calabro (VV) - (2007)[180]
- Stefanaconi (VV) - (1992)[180]
- Stilo (RC) - (2019)[218]
- Strongoli (KR) - (2003), (2018)[181] - DPR 2003 annullato[180]
- Taurianova (RC) - (1991), (2009)[180], (2013)
- Tropea (VV) - (2016)[194] (DPR annullato dal TAR del Lazio).
- Ventimiglia (IM) - (2012)[167] (DPR annullato dal Consiglio di Stato)

### ASL
In base all'art. 143 T.U.E.L., dal 1991 sono state sciolte cinque aziende sanitarie calabresi per infiltrazioni della 'ndrangheta di cui quella della provincia di Reggio Calabria e quella della provincia di Catanzaro nel 2019.
- Azienda sanitaria di Locri (RC) - (2006)[221]
- Azienda sanitaria di Reggio Calabria (2008)
- Azienda sanitaria provinciale di Catanzaro (2019)[220]
- Azienda sanitaria provinciale di Reggio Calabria (2019)[219]
- Azienda sanitaria di Vibo Valentia (2010)

### Magistratura
Neanche la magistratura è immune alle infiltrazioni della 'ndrangheta. Diversi sono stati i giudici accusati di collusione mafiosa e condannati come ad esempio:
- Vincenzo Giglio. Ex giudice presso la Corte di Appello di Reggio Calabria. È stato arrestato per concorso esterno in associazione mafiosa in quanto rivelava segreti investigativi ad alcuni esponenti della 'ndrangheta.
- Giancarlo Giusti. Ex giudice presso il Tribunale di Palmi. Ha assolto alcuni esponenti della 'ndrangheta in cambio di prestazioni sessuali e vacanze.

Francesco Forgione (ex presidente della Commissione Parlamentare Antimafia) nel suo saggio di inchiesta Porto franco. Politici, manager e spioni della repubblica della 'ndrangheta ha svelato che alcuni magistrati calabresi sono imparentati con esponenti di spicco della 'ndrangheta. I magistrati in questione hanno reagito a queste accuse querelando per diffamazione l'autore del saggio, il quale ha replicato dicendo che i fatti narrati sono verificati e che queste querele rendono ancora più note le discutibili frequentazioni dei giudici, che ritenendo assolutamente falso e gravemente diffamatorio il contenuto del saggio che li riguarda, hanno proposto azione giudiziaria nei confronti di Forgione, che è stato riconosciuto colpevole e condannato al risarcimento di 100 000 euro. La sentenza ha inoltre dichiarato falso e diffamatorio il contenuto del saggio di Forgione, per l'assenza del presupposto della verità, anche solo putativa, e per il discorso, evidentemente allusivo.
La PM Beatrice Ronchi ha duramente criticato l'operato dei magistrati Franco Mollace (DIA) e Alberto Cisterna per non avere attaccato la cosca Lo Giudice, il pentito Antonino Lo Giudice ha detto di aver fatto regali e favori vari ai due magistrati.

### Forze dell'ordine
Talvolta sono emersi nel corso delle numerose operazioni contro la ndrangheta rapporti tra quest'ultima e uomini delle forze dell'ordine come ad esempio:
- Il 23 novembre 2010 a Rosarno in un'operazione anti 'ndrangheta dei Carabinieri del Comando Provinciale di Reggio Calabria che porta a 24 arresti complessivi vi sono anche 3 carabinieri che prestavano servizio proprio a Rosarno, ma erano già stati trasferiti mesi prima in via cautelativa a battaglioni del nord Italia. Agli arresti anche un ex agente di polizia penitenziaria, all'epoca dei fatti contestati in servizio presso la casa circondariale di Palmi.[222]
- Il 26 novembre 2010 a Genova, viene arrestato un appuntato dei carabinieri in servizio presso il comando regionale Liguria con l'accusa di concorso esterno in associazione mafiosa e corruzione.[223]
- il 19 dicembre 2010 il Ros di Livorno ha arrestato un capitano dei carabinieri accusato di aver fornito informazioni riservate alla cosca Lo Giudice di Reggio Calabria in cambio di denaro e del pagamento delle spese di viaggio, dei conti alberghieri e di abiti firmati.[224]
- Il 27 gennaio 2012 a Milano, sono stati arrestati tre finanzieri, secondo l'accusa avrebbero ricevuto dalla cosca in meno di due anni, bustarelle, a rate mensile, per la clamorosa somma di 720mila euro.[225]
- Il 26 febbraio 2012 la squadra mobile, ha arrestato agente in servizio al nucleo scorte di Reggio Calabria per rivelazione di segreto d'ufficio aggravata dall'avere favorito una cosca.[226]
- Il 25 febbraio 2014 al termine di un'operazione condotta dal Ros e dalla Squadra Mobile di Catanzaro vengono arrestati, con l'accusa di concorso esterno in associazione mafiosa, due funzionari di polizia, rispettivamente in servizio presso la Questura di Messina e il reparto mobile di Roma. All'epoca dei fatti contestati, in servizio presso la Questura di Vibo Valentia come dirigente e vice dirigente della Squadra Mobile. Secondo l'accusa i due alti funzionari di polizia avrebbero depistato indagini, omesso comunicazioni ai magistrati e arrestato solo clan avversi a quello con cui erano in sodalizio.[227]
- Il 27 gennaio 2015 al termine dell'operazione "Aemilia" tra gli arrestati figura anche un assistente capo della polizia di stato in servizio presso la Questura di Parma. Il poliziotto era stato l'autista dell'ex questore di Reggio Emilia Domenico Savi. Si è parlato di lui soprattutto perché si sarebbe reso responsabile di intimidazioni alla giornalista del Resto del Carlino Sabrina Pignedoli. Inoltre, secondo gli inquirenti, per conto degli affiliati avrebbe effettuato numerosi accessi abusivi al database del Ministero dell'Interno e si sarebbe attivato per procurarli permessi di soggiorno o licenze per l'apertura di una sala giochi.[228]
- Il 6 febbraio 2015 a Catanzaro la Squadra Mobile ha arrestato un agente di polizia penitenziaria in servizio nel carcere catanzarese di siano per concorso esterno in associazione mafiosa e corruzione aggravata dalla finalità mafiosa.[229]
- Il 12 luglio 2018 in un blitz condotto dalla squadra mobile di Milano è stato arrestato un sovrintendente di polizia in servizio presso il commissariato Comasina di Milano con l'accusa di essere colluso con un'organizzazione criminale vicina alle ‘ndrine calabresi, attive nelle piazze di spaccio del nord dell'hinterland milanese. Secondo quanto emerso nelle indagini, il poliziotto veniva pagato mille euro al mese dai trafficanti di droga di Bruzzano e Comasina per garantire soffiate e collaborazione.[230]
- Nell'ambito del processo "pugno di ferro" che è il prodotto di un'indagine che nel 2019 culminò in una serie di arresti per usura e riciclaggio, alla sbarra vi sarebbe un ex sostituto commissario, che secondo le accuse, fece sapere a Renato Macrì, personaggio che si ritiene legato alla consorteria 'ndranghetistica Ursino-Scali-Macrì di Gioiosa Jonica, dell'esistenza dell'indagine nei suoi confronti.[231]
- Il 19 giugno 2019 vengono arrestati dai Carabinieri di Cosenza due assistenti capo di Polizia penitenziaria con l'accusa di aver favorito cosche di ‘ndrangheta all’interno della casa circondariale cosentina.[232]
- Il 14 ottobre 2020 al termine di un'operazione condotta dai carabinieri di Reggio Calabria è stato arrestato un ex sovrintendende di polizia, all'epoca dei fatti contestati in servizio presso il posto di polizia di Frontiera marittima nel porto di Gioia Tauro.[233]
- Il 30 giugno del 2021 il tribunale di Crotone, in primo grado, ha condannato un sovrintendente di polizia 8 anni e 2 mesi di reclusione. L'agente secondo l'accusa sarebbe stato una talpa delle cosche crotonesi.[234]
- Il 16 novembre 2021 in un maxi blitz che porta a 104 arresti viene arrestato anche un appartenente alla Guardia di finanza di Olgiate Comasco. Secondo l’accusa, infatti, il finanziere, dietro il corrispettivo in denaro, avrebbe compiuto «atti contrari ai doveri d'ufficio». Il tutto per quasi 5mila euro al mese, non meno di 4.700, anche attraverso erogazioni di carburante alla “S. Trasport” e la “SEA Trasporti” della famiglia Salerni, appartenente – secondo gli inquirenti – alla locale di “Fino-Mornasco” legata alla ‘ndrangheta calabrese e operativa, insieme ai Ficarra, nel territorio tra le province di Como e Varese.[235]
- Il 17 febbraio 2022, nell'ambito di un'inchiesta della Dda sulla ndrangheta a Roma che porta a 65 fermi vengono arrestati 2 carabinieri con l'accusa di avere fornito informazioni riservate agli appartenenti al clan.[236]
- Il 9 marzo 2023 al termine di un'operazione che porta all'arresto complessivo di 49 persone viene arrestato anche un appartenente alla Guardia di finanza con l'accusa di aver rivelato, insieme alla moglie, a Cosimo Romagnosi, ritenuto esponente della cosca Piromalli, l'esistenza di un'indagine a suo carico.
- Il 18 aprile 2023 al termine di un'operazione della polizia di Catanzaro culminata con l'arresto di 62 persone viene arrestato un agente di polizia penitenziaria. Secondo l'accusa, l'agente "era a disposizione del gruppo criminale. In particolare - scrive il gip nell'ordinanza - "egli riceveva sistematicamente somme di denaro sia per consentire l'ingresso di oggetti in carcere sia per consentire le comunicazioni concernenti il traffico di stupefacenti". Inoltre avrebbe agito per tranquillizzare un arrestato "affinché non collaborasse con la giustizia".[237]
- Il 19 maggio 2023 il sostituto procuratore della Dda di Catanzaro, applicato quale procuratore generale in Corte d’Appello, ha chiesto la conferma della condanna a 13 anni comminata in primo grado dal Tribunale di Crotone a un ex maresciallo dei Carabinieri forestali per concorso esterno in associazione mafiosa, favoreggiamento, rivelazione di segreto istruttorio e omissione d'atti d'ufficio.[238]
- Il 25 luglio 2023 fra le persone arrestate nell'ambito dell'operazione “Medea”[239] della Dda di Reggio Calabria contro la cosca di Mammola (Rc) vi è anche un sovrintendente della polizia di stato in servizio presso il commissariato di Siderno.[240]

## Rapporti con altre organizzazioni

### Rapporti con altre organizzazioni criminali
I rapporti di collaborazione della 'ndrangheta con le altre mafie è sempre stato intenso soprattutto per il traffico di droga ma anche per il contrabbando di sigarette e le altre attività criminose.
Ha avuto sempre un rapporto di reciproco rispetto, non intromettendosi mai in guerre fra cosche delle altre organizzazioni.
Ha avuto e ha rapporti con tutte le mafie italiane: Cosa nostra, Camorra, Banda della Magliana, Sacra Corona Unita, Basilischi. Dell'organizzazione pugliese è anche responsabile della creazione, dal 1993 difatti, si viene a sapere che fu fondata da Giuseppe Rogoli, per volere di Umberto Bellocco (capobastone dell'omonima 'ndrina di Rosarno), e che inoltre all'interno della Sacra Corona Unita vi fossero altri elementi appartenenti alla cosca calabrese come: Giuseppe Iannelli, Giosuè Rizzi, Cosio Cappellari, Antonio e Riccardo Modeo. 
Anche la mafia lucana nasce come una 'ndrina e dai calabresi dipende, è protetta e aiutata. Ottenuto difatti il nulla osta dalla 'ndrina dei Pesce di Rosarno, si formò un gruppo di malavitosi operante in tutta la Regione con a capo Giovanni Gino Cosentino. Quella organizzazione ambiva a diventare la quinta mafia del sud Italia. 
Ha rapporti anche con le organizzazioni criminali straniere. Da quando, negli anni novanta, ha intensificato la sua attività nel narcotraffico ha ormai rapporti diretti con i narcos colombiani, mentre per l'eroina fin dagli anni ottanta sfrutta i canali con la mafia turca. Dal 2008 con l'operazione Solare si è scoperto che alcune 'ndrine hanno stretto rapporti anche con organizzazioni messicane, quali i Los Zetas. Nel traffico di esseri umani si appoggiano a malavitosi nigeriani e alla mafia albanese. 
In Canada vi sono contatti con la criminalità della famiglia Rizzuto e gli Hells Angels.

### Rapporti con la massoneria italiana
(Pantaleone Mancuso durante un'intercettazione ambientale resa pubblica a marzo 2013)

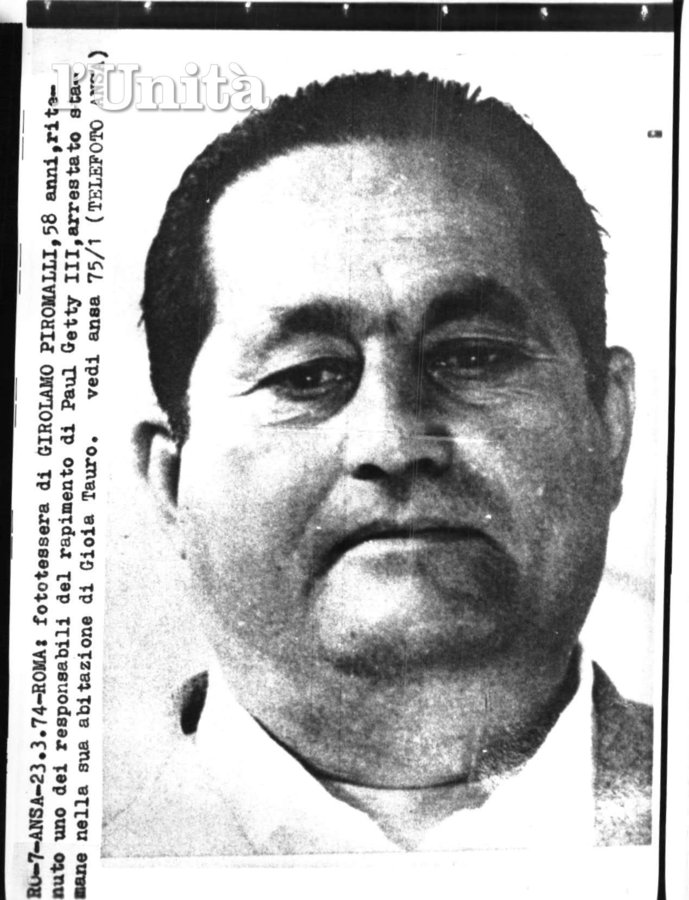
Girolamo Piromalli

La 'ndrangheta, seppur in modo collaterale, già negli anni sessanta aveva rapporti con la massoneria deviata, nella misura in cui questa faceva da tramite con le istituzioni. Il fine era instaurare rapporti di cointeressenza con la classe politica, attraverso la clientela saldata dal voto di scambio.
Il legame fra le due organizzazioni si rafforza negli anni settanta, dopo la prima guerra di 'ndrangheta, quando alcuni capibastone entrano in logge deviate. Così i guadagni ottenuti aumentarono, potendo contattare senza intermediari personaggi del mondo bancario, della magistratura, dell'imprenditoria e delle forze dell'ordine. 
Questo nuovo modo di agire della mafia calabrese sembra sia stato voluto dal vecchio capobastone Girolamo Piromalli e dalla nuova promessa Paolo De Stefano. 
Chi era contrario al progetto, come Antonio Macrì e Domenico Tripodo, riteneva che la 'ndrangheta non dovesse affiliarsi ad altre associazioni, nel rispetto delle tradizionali regole del codice mafioso. 
Questi furono eliminati e per ovviare al problema morale Piromalli fonda la Santa, una sorta di ultimo grado gerarchico dell'organizzazione; in questo modo faceva credere agli affiliati che, una volta avuto accesso a questa posizione, sarebbe stato possibile affiliarsi alla massoneria. Nasce così, attraverso «l'ibridazione tra massoneria deviata e alcune cuspidi della 'ndrangheta, [...] una vera e propria massomafia sovraordinata alla normale 'ndrangheta, dotata di una organizzazione e di un sistema di regole autonome». 
Tra i capibastone presumibilmente entrati nella massoneria deviata vi sono: Santo Araniti, Paolo De Stefano, Natale Iamonte, Antonio Nirta, Francesco Nirta, Giuseppe Nirta.
Nel 1992 con l'operazione Olimpia si ebbero maggiori informazioni; si scoprirono le persone che fecero accedere i santisti nella massoneria calabrese: il notaio Pietro Marrapodi, Pasquale Modafferi e il capo-loggia Cosimo Zaccone. A suggerire l'esistenza, negli ultimi anni, di un livello occulto della 'ndrangheta è stata un'intercettazione telefonica risalente alla fine del 2007. I carabinieri registrano, tramite una microspia, una conversazione tra Sebastiano Altomonte (originario di Bova Marina) e sua moglie. Altomonte in tale frangente sottolinea che «c'è una che si sa e una che non la sa nessuno». E poi, rimarcando il concetto: «c'è la visibile e l'invisibile [...] che non la sa nessuno, solo chi è invisibile». Questa entità non ha mai trovato conferme giudiziarie. Tuttavia, le parole di Sebastiano Altomonte, successivamente condannato per associazione mafiosa, rendono plausibile un attuale accostamento tra potere mafioso e ambienti massonici.
Il 7 novembre 2012 da un'inchiesta della DDA di Catanzaro emerge il presunto coinvolgimento della cosca per i lavori di ricostruzione dopo il terremoto in Abruzzo e la messa in opera a Roma della rete di fibre ottiche per internet e del coinvolgimento con Paolo Coraci, fondatore di una loggia massonica, che avrebbe chiesto il sostegno elettorale per D'Ambrosio in cambio di appalti nel Lazio, Lombardia e Veneto. Nello stesso anno l'inchiesta Saggezza della DDA di Reggio Calabria è emerso che il legame con la massoneria italiana sarebbe molto forte, al punto di costituire una via di infiltrazione ai più lati vertici della politica e dell'economia italiana.
Il 17 novembre 2013 il Grande Oriente d'Italia sospende per la prima volta nella sua storia una loggia, nella fattispecie la loggia Rocco Verduci con sede a Gerace, e con il tempio a Siderno per un possibile coinvolgimento di persone affiliate irregolarmente e collegate alla criminalità organizzata calabrese. La scelta della sospensione è stata presa dopo l'ultima inchiesta giudiziaria: l'operazione Saggezza, in cui furono arrestate persone affiliate sia alla 'ndrangheta che alla loggia.
Il 4 gennaio 2016 si conclude l'operazione Kyterion 2 diretta dalla Direzione distrettuale antimafia di Catanzaro che porta all'arresto di 16 presunti affiliati ai Grande Aracri di Cutro, dalle indagini si evince presunti tentativi di collegarsi a esponenti del Vaticano e della Corte di cassazione, nonché l'intrusione in ordini massonici e cavalierati da parte del capo-locale Nicolino Grande Aracri.
Dall'operazione Mammasantissima del Ros dei Carabinieri conclusa il 15 luglio 2016 emergerebbe il verbale del 2014 dell'ex Gran Maestro del Grande Oriente d'Italia Giuliano Di Bernardo (1990 - 1993), ora Gran Maestro della Gran loggia regolare d'Italia, il quale riferisce al pubblico ministero Giuseppe Lombardo le confidenze di Ettore Loizzo, ai tempi vice del Gran Maestro: «Nel corso di una riunione della Giunta del Grande Oriente, che io indissi con urgenza nel '93 dopo l'inizio dell'indagine del dottor Cordova sulla massoneria, a mia precisa richiesta disse che poteva affermare con certezza che in Calabria, su 32 logge, 28 erano controllate dalla 'ndrangheta. Gli dissi subito: "E cosa vuoi fare di fronte a questo disastro?". Lui mi rispose: "Nulla". Io, ancora più sbigottito, chiesi perché. Lui mi rispose che non poteva fare nulla perché altrimenti lui e la sua famiglia rischiavano gravi rappresaglie... Faccio presente che la questione calabrese era molto più preoccupante in quanto la massoneria calabrese era ben più ramificata di quella siciliana». 
Da luglio ha iniziato a parlare dei rapporti tra massoneria e 'ndrangheta anche il pentito nonché massone Cosimo Virgiglio. Racconta che la massoneria fortemente politicizzata si serve della criminalità calabrese per il controllo dei flussi elettorali mentre essa per il riciclaggio di denaro. Secondo il pentito la loggia di Reggio Calabria sarebbe suddivisa in due parti: una pulita e una occulta; della seconda farebbero parte gli 'ndranghetisti. Racconta anche della presenza nelle logge di esponenti dei Piromalli e dei De Stefano. La commistione tra elementi criminali, con dote di Santa e massoni in gergo massonico viene definito "varco" (in riferimento alla Breccia di Porta Pia); e tecnicamente sarebbe il mondo massonico a entrare nelle file della 'ndrangheta.

## Le operazioni di polizia

### In Italia
Sono state effettuate diverse operazioni di polizia in Italia, soprattutto a partire dalla fine del XX secolo. A seguito del maxi-blitz del 19 dicembre 2019 condotto contro la 'Ndrangheta vibonese, si è aperto il processo Rinascita-Scott.

### Nel resto del mondo
Sono state svolte numerose operazioni internazionali di polizia in collaborazione in particolare con forze dell'ordine europee, statunitensi e sudamericane.
Le ultime, del 2017 sono state le operazioni Buena Ventura e Stammer per traffici internazionali di cocaina della Colombia, l'operazione Provvidenza in cui l'organizzazione aveva appoggi anche in New Jersey.
Ricevette grossa eco mediatica l'operazione Solare del 2008 in collaborazione con gli Stati Uniti per sgominare un traffico di droga che gli Aquino-Coluccio avevano con i messicani dei Los Zetas.
In collaborazione con le forze spagnole invece è degna di nota l'operazione Overting del 2015.
In Australia sin dagli anni '80 le forze dell'ordine in autonomia hanno svolto numerose operazioni contro la malavita calabrese; negli anni '90 da una collaborazione con la National Crime Authority nascerà l'operazione Cerberus. L'ultima grande operazione sul suolo australiano è avvenuta nel 2008 a Melbourne con il sequestro del più grande carico di Ecstasy della nazione.
L'operazione internazionale più degna di nota fu però quella nata negli anni '90 in Canada che scoprì il cosiddetto Siderno Group, 'ndrine dell'area della Locride che commerciava in droga dal Canada verso l'Europa e verso l'Australia con stupefacente proveniente da Bolivia, Venezuela, Brasile, Cile e Perù e Colombia.
Con le operazioni Nasca, Timpano, Revolution, Acero-Krupy e Apegreen si dimostra quanto siano importanti i porti di Anversa, Rotterdam e Amsterdam per il traffico internazionale di droga.

## Faide
(Nicola Gratteri "Fratelli di sangue")
Nel corso della sua storia, la 'ndrangheta ha visto l'esplodere di varie guerre tra clan, alcune di queste caratterizzate da episodi di estrema violenza; non tutte le guerre hanno visto come luogo di scontro la sola regione Calabria ma talvolta, soprattutto a causa della vasta diffusione della 'ndrangheta, si sono verificate violenze in altre regioni italiane e anche all'estero. 
Qui sotto c'è un elenco in ordine cronologico delle principali faide.
- Faida di Sinopoli: nasce nel 1945 con l'omicidio di Giuseppe Filleti tra gli Alvaro-Violi-Macrì e i Filleti-De Angelis-Orfeo, ma bisogna attendere il 1964 per attendere un nuovo morto: Antonio De Angelis e la faida continuerà fino alla morte di Giovanni Orfeo il 5 settembre 1978.[289]
- Faida Sant'Eufemia d'Aspromonte-Sinopoli: inizia nel 1943 con l'evasione dal carcere di Vincenzo Pinneri e nel giro di poco tempo diventa una vera e propria guerra tra i due paesi. La banda capeggiata da Pinneri semina il terrore in tutta la piana di Gioia Tauro commettendo omicidi, rapine, estorsioni e azioni para-militari contro le forze dell'ordine assaltando sia la caserma dei carabinieri che il comune di Sant'Eufemia d'Aspromonte. Nel 1944 Pinneri apre il fuoco persino contro il questore di Reggio Calabria Giuseppe Parlato costringendo il funzionario a battere in ritirata insieme ai carabinieri. La faida terminerà solamente nel 1945 con la sconfitta della banda sinopolese dopo l'uccisione di Gioacchino Leonello capo indiscusso di Sinopoli, mentre Pinneri e i suoi uomini vennero arrestati nel giro di pochi giorni in una grande retata delle forze dell'ordine.
- Faida di Sant'Eufemia d'Aspromonte: inizia nel 1964 tra la famiglia Gioffrè e gli Alvaro.
- Faida di Rosarno: inizia nel 1949 con l'omicidio di Giuseppe Scriva per mano di Salvatore Cunsolo; la faida si concluderà senza vincitori né vinti.
- Faida di Castellace faida nata nel 1954 e durata fino al 1978 tra i Barbaro e i Mammoliti, e vinta da questi ultimi.
- Faida di Cittanova: originatasi probabilmente nel 1964 quando venne ucciso un parente della 'ndrina dei Facchineri i quali risposero uccidendo un membro degli Albanese. La faida continuò fino al 1980 e vide la sconfitta dei Facchineri a opera degli Albanese-Raso-Gullace, si contarono, alla fine, 32 omicidi.
- Faida di Ciminà: a partire dal 4 giugno 1966 con l'omicidio di Francesco Barillaro, capobastone di Ciminà, scoppia la cosiddetta faida di Ciminà in cui vengono coinvolte le famiglie Barillaro-Romano-Zucco da una parte, e i Varacalli-Franco-Polifroni-Spagnolo dall'altra. Una faida con circa 50 morti che arrivò fino a Torino con la decimazione della famiglia Zucco. L'8 luglio 1977, tre killer incappucciati e armati di lupara giustiziano, in un bar a Torino, Giuseppe Zucco[290]. Il 14 novembre 1981 è la volta del fratello Rocco. Per l'omicidio di Rocco Zucco, i killer imbottiscono di dinamite il furgone della vittima facendolo saltare per aria[143][291]. Il 19 ottobre 1982 viene assassinato Antonio Zucco, l'ultimo dei fratelli[292][293].
- Faida di Locri: ebbe inizio nel 1967 a causa dell'omicidio di Domenico Cordì compiuto per punire uno sgarro verso Antonio Macrì. Da allora le cosche Cataldo e Cordi si sono combattute a più riprese fino agli arresti compiuti nel 1999 che hanno, sembra, calmato la situazione.
- Faida di Seminara: scoppiò il 17 settembre 1971 tra i Pellegrino e i Gioffrè.
- Faida di Crotone: scoppia nel 1973 tra la famiglia di Luigi Vrenna detto U Zirru e i Feudale.
- Prima guerra di 'ndrangheta: Combattuta tra 1974 e il 1976, scoppiò per il desiderio dei Piromalli d'entrare nel narcotraffico e rapimenti, desiderio osteggiato dal vecchio Antonio Macrì dedito unicamente al contrabbando di sigarette e il pizzo; la faida provocò circa 300 morti.
- Faida di Palmi: scoppiata nel 1977 tra i Condello e i Gallico e durata più di un ventennio.
- Faida dei boschi: scoppiata il 22 ottobre 1977 nella zona ionica a cavallo tra le province di Reggio Calabria e Catanzaro ebbe termine negli anni novanta.
- Guerra di Cosenza: scontro di grandi dimensioni e di lunga durata che vide protagoniste molte cosche della provincia di Cosenza, tra cui i Pino-Sena e i Perna-Pranno-Vitelli. Scoppiò alla morte del capobastone Luigi Palermo nel 1977 ed ebbe termine alla fine degli anni ottanta, con oltre un centinaio di morti.
- Faida di Marina di Gioiosa Jonica, fra gli Aquino-Coluccio-Scali e i Mazzaferro-Femia negli anni '70.[294]
- Faida di Motticella: esplode a Motticella, frazione di Bruzzano Zeffirio e Africo in seno alla famiglia Mollica-Morabito-Palamara-Scriva nel 1985 per la gestione del sequestro della farmacista Concettina Infantino. Uno dei due clan si sarebbe intascato dei soldi senza riferire niente all'altro e inoltre il rifugio in cui fu nascosta era sito in un terreno di una cosca che non fu pagata per aver dato la disponibilità del luogo. Si conclude nel 1990 con 50 morti tra cui per la prima volta per l'area di Africo anche una donna e l'intervento di Giuseppe Morabito e Antonio Pelle[295] per riprendere nel 2005 fino al 2007.
- Seconda guerra di 'ndrangheta: Combattuta tra il 1985 e il 1991, nacque nella città di Reggio Calabria, provocò più di 500 morti. La faida cominciò per tensioni tra Paolo De Stefano e Antonio Imerti nella gestione dei capitali ottenuti dagli appalti truccati che scoppiarono nell'autobomba contro Imerti, l'11 ottobre 1985, nel quale Imerti si salvò.
- Seconda faida di Gioiosa Jonica, stavolta fra gli Ursino e gli Ierinò, alla fine degli anni '80.[294]
- Seconda faida di Palmi, esplosa il 25 settembre 1986 tra i Parrello e i Piccolo con l'omicidio del capocosca Gaetano Parrello a causa di un presunto sgarro.[296][297]
- Faida di Rizziconi, esplosa tra gli Ascone e i Crea.[296]
- Faida di San Ferdinando, tra i Thomas e i De Vita.[296]
- Faida di Drosi di Rizziconi, tra i Maisano e gli Stillitano.[296]
- Faida di Gioia Tauro, tra i Gerace e gli Italiano.[296]
- Faida di Stefanaconi, è una faida scaturita dai Patania e i Piscopisani, e in cui sono coinvolti i Bartolotta-Petrolo alla fine degli anni '80 e riesplosa nel 2011. Il 17 settembre 2011 viene ucciso il capo Fortunato Patania, il giorno dopo di Michele Mario Fiorillo a Francica. Il 20 novembre 2012 si conclude l'operazione Gringia che arresta 13 persone coinvolte nello scontro.[298]
- Faida di Siderno: combattuta a partire dal 1987 quando la 'ndrina dei Costa volle rendersi autonoma dalla potente 'ndrina dei Commisso. Ebbe termine nei primi anni novanta dopo più di 50 morti e vide un forte ridimensionamento dei Costa, sconfitti dai Commisso che ebbero l'aiuto di altre cosche reggine come i Molè e i Piromalli. Durante la faida un uomo dei Costa venne ucciso a Toronto e un Carabiniere assoldato come killer dai Costa venne ritrovato bruciato e decapitato in un'auto.
- Seconda faida di Cittanova: emerge dal 1987 e termina nel 1991 con la vittoria dei Facchineri sui Raso-Albanese-Gullace.[299]
- Faida di Taurianova: scoppiata nel 1989 e terminata nel 1991 dopo 32 omicidi, ha visto scontrarsi la 'ndrina dei Neri con le altre famiglie di Taurianova. Scalpore, per le modalità, fece l'omicidio di Giuseppe Grimaldi, la cui testa venne tagliata e usata come bersaglio, l'episodio si svolse di fronte a diversi testimoni.[300]
- Faida di Roghudi, negli anni '90 a Roghudi scoppia una faida tra gli Zavettieri e i Pangallo-Maesano-Favasuli-Verno, in cui finiscono coinvolti anche gli Iamonte per l'omicidio dell'8 aprile 1992 di Giacomo Falcone, imprenditore amico di questi. Dopo 14 morti la Provincia riesce a far concludere la faida[301]. La faida si conclude nel 1998 con 50 morti.[302]
- Faida di Laureana di Borrello: scaturisce all'inizio degli anni novanta tra le due fazioni Albanese-Cutellè-Tassone e i Chindamo-Lamari-D'Agostino e si risolve con una pace voluta dai Mancuso di Limbadi dai Pesce-Piromalli e Bellocco per l'inconcludenza del conflitto.[303][304]
- Faida di Sant'Ilario: A Sant'Ilario dello Ionio il 15 agosto 1990 viene ucciso Emanuele Quattrone (mandato dai De Stefano per proteggerlo dalla faida con gli Imerti) e secondo l'operazione Primaluce si apre una nuova faida con i Belcastro-Romeo che vogliono distaccarsi dai D'Agostino.[305][306]
- Faida di Oppido Mamertina: dura sei anni, dal 1992 al 1998 e dopo una tregua riesplode nel 2011, e dovrebbe essersi conclusa nel novembre 2012 con l'operazione Erinni delle forze dell'ordine (novembre 2013). Da una parte sono schierati i Ferraro-Gugliotta e dall'altra i Mazzagatti-Polimeni con il coinvolgimento in corso dei Mammoliti a favore dei primi.
- Faida di San Luca: scoppiata nel 1991, ha visto contrapposte le 'ndrine dei Nirta-Strangio e quelle dei Pelle-Vottari. La guerra ha determinato la famosa Strage di Duisburg con l'eccidio di 6 persone e vasto eco internazionale. L'eccidio di Duisburg fu la risposta terrificante all'omicidio di Maria Strangio, moglie di Gianluca Nirta. La faida si è conclusa, ma si teme un suo ripresentarsi.
- Faida di Cassano allo Ionio: scontro nato alla fine degli anni novanta e ancora in corso, vede contrapposte la 'ndrina dei Forastefano e i rom di Lauropoli per l'egemonia nella zona di Sibari.
- Faida di Cutro: combattuta tra la fine degli anni '90 e i primi del 2000, ha visto scontrarsi i Dragone e i Grande Aracri. La guerra fece diversi morti anche nella zona di Reggio Emilia dove i clan cutresi si sono insediati da diverso tempo.
- Faida di Isola: scoppiata nel 2000 tra gli Arena e i Nicoscia. Fece particolarmente scalpore l'omicidio del boss Carmine Arena, ucciso in un agguato, con tre colpi di bazooka.[307][308][309][310]
- Faida di Lamezia Terme: prese il via nel 2000 e si protrae a fasi alterne fino al 2011, cosche protagoniste sono i Cerra-Torcasio-Gualtieri e gli Iannazzo-Giampà, la faida ha comportato numerose perdite tra i Torcasio-Cerra-Gualtieri che infatti vengono considerati il clan perdente.
- Faida delle Pre serre vibonesi: è una faida scoppiata nel 2002 tra i Loielo e il loro sottogruppo degli Emanuele, di cui questi risultati vincenti, i quali ora controllano i comuni di Dasà, Acquaro, Soriano Calabro, Vazzano e Pizzoni.[311]
- Faida di Cassano - Faida iniziata nel 2002 tra i Forastefano e gli Zingari di Lauropoli.
- Seconda faida dei boschi: scoppiata nel 2008 e conclusa nel 2013 grazie all'operazione Confine, tra i Vallelunga, Novella, Sia, Tripodi, Procopio e Lentini contro i Gallace, Ruga e Metastasio.[312]
- Faida del Reventino, tra le cosche Mezzatesta e Scalise.[313]
- Faida di Paola: faida in atto tra il clan Serpa contro i Martello per il controllo del territorio di Paola.[314]
- Faida di Pellaro: faida combattuta tra gli anni '80/'90, tra il clan Ambrogio contro i Barreca per il controllo del territorio di Pellaro a Reggio Calabria.

## Influenza culturale

### Teatro
- Padroni delle nostre vite - tratto dalla storia di Pino e Marisa Masciari, Sciaraprogetti con Ture Magro (Auditorium di via Valvassori Peroni 56, Milano, 19-20 ottobre ore 21, 20 ottobre ore 19 2012)
- Infami (PDF). URL consultato il 18 agosto 2019 (archiviato dall'url originale il 23 novembre 2016). - tratto dal libro Infami. Venti storie di ordinaria antimafia di Alfonso Russi (La società dello Spettacolo)
- 'Ndrangheta (Teatro Bresci)

### Cinema
- Milano: il clan dei calabresi (1974) di Giorgio Stegani
- Il coraggio di parlare (1987) di Leandro Castellani
- La corsa dell'innocente (1992) di Carlo Carlei
- La valle del Torbido - film-inchiesta (1993) di Roberta Petrelluzzi
- I fetentoni (1999) di Alessandro Di Robilant
- Uomini d'onore - documentario-inchiesta (2006) di Francesco Sbano[315]
- La Santa - Viaggio nella 'ndrangheta sconosciuta - documentario-inchiesta (2007) di Ruben H. Oliva ed Enrico Fierro[316]
- Libera nos a malo - documentario-inchiesta (2008) di Fulvio Wetzl
- Anime nere (2014) di Francesco Munzi
- La terra dei santi (2015) di Fernando Muraca
- Lo spietato (2019) di Renato De Maria
- Calibro 9 (2019) di Toni D'Angelo
- Il mio nome è vendetta (2022) di Cosimo Gomez

### Televisione
- Nessuno deve sapere - sceneggiato della Rai, regia di Mario Landi (1973)
- Tutti gli uomini della fibbia, inchiesta del Tg2 Dossier realizzata da Giuseppe Marrazzo (1981)
- Uomo contro uomo - film TV della Rai, regia di Sergio Sollima (1987) con Barbara De Rossi, Angelo Infanti, Maria Fiore
- Un bambino in fuga - miniserie televisiva, regia di Mario Caiano (1990)
- Un bambino in fuga - Tre anni dopo - miniserie televisiva (1991)
- Blu notte - Misteri italiani - La storia della 'ndrangheta, documentario di approfondimento (23 ottobre 2004)
- Gente di mare - serie televisiva Rai (2005)
- Il capitano 2[317]
- Era mio fratello[318] Miniserie televisiva Rai, 2007
- Distretto di Polizia 7 regia di Alessandro Capone e Davide Dapporto - Serie TV - Canale 5 (2007)
- Blu notte - Misteri italiani - La Mafia al Nord, documentario di approfondimento (31 agosto 2008)
- Das dunkle Business der 'ndrangheta. Documentario Francia, 58 Min., Regia: Agnès Gattegno, Produzione: BFC Productions, Arte France, Erstsendung: 16 dicembre 2008,  Inhaltsangabe. URL consultato il 2 febbraio 2018 (archiviato dall'url originale il 17 dicembre 2008).
- Deutschland im Visier. Das geheime Netz der kalabrischen Mafia. Documentario, Germania, Italia, 2008, 45 Min., Regia: Christian Gramstadt e Markus Rosch, Produzione: BR, Erstsendung: 2 aprile 2008,  Inhaltsangabe.
- ndrangheta - Das blutige Business einer Mafia. Francia, 2008, 90 Min., Regia: Corradino Durruti, Produzione: Arte, Erstausstrahlung: 5 giugno 2008[319]
- Im Netz der Mafia - Auf den Spuren der Mörder von Duisburg. Documentario, Germania, 2008, 45 Min., Regie: Ulrike Brödermann e Philipp Zahn, Produzione: ZDF, Erstsendung: 19 agosto 2008,  Inhaltsangabe. URL consultato il 12 marzo 2018 (archiviato dall'url originale il 5 novembre 2008). di ZDF
- Exit - Mafia. Le mani sul nord (22 aprile 2009)
- Presa Diretta - 'ndranghetisti (5 settembre 2010)
- Vieni via con me - 2ª puntata (15 novembre 2010)
- Exit - A che punto è la lotta alla 'ndrangheta? (18 novembre 2010)
- Annozero - 'ndrangheta del nord (9 dicembre 2010)
- Underbelly Files - L'infiltrato - Film della rete televisiva australiana Nine Network
- Exit - Il nord e l'assalto delle mafie (17 marzo 2011)
- Presa Diretta - Mafia al nord (15 gennaio 2012)
- L'assalto - Miniserie TV con Diego Abatantuono in onda su Rai 1 nel 2014
- Il giudice meschino - Miniserie TV con Luca Zingaretti in onda su Rai 1 nel 2014
- Le mani dentro la città, fiction di Canale 5 del 2014
- KlausCondicio - Programma-documentario di Klaus Davi trasmesso a partire da dicembre 2014 e girato tra Fino Mornasco[320], Buccinasco e Trezzano sul Naviglio.[321]
- Gomorra - La serie, ep. 2x02
- Quei bravi ragazzi di Frauenfeld, inchiesta per il programma "Falò" della rete televisiva svizzera RSI andata in onda il 5 marzo 2015.[322]
- Lady 'ndrangheta - Documentario Sky TG24 del 6 marzo 2015 di Beatrice Borromeo[323]
- Lea, film TV Rai del 2015 diretto da Marco Tullio Giordana
- Cose nostre - Episodio Speciale della trasmissione di Rai 1 dell'8 luglio 2016
- Solo - serie TV del 2016 di Canale 5 con Marco Bocci, Peppino Mazzotta e Diane Fleri
- Im Schatten, Episodio della serie poliziesca tedesca Polizeiruf 110 sulla rete ARD (ottobre 2016)[324]
- Presa Diretta - Mammasantissima (26 settembre 2017)
- Infinito Crimine - Indagine sulla 'Ndrangheta, documentario in onda su Rai 3 il 19 maggio 2018[325]
- Uno di famiglia, commedia in onda il 22 novembre 2018[326]
- Programma di Rai 1 "Cose Nostre", edizione 2018, episodi:
  - Il codice di Angela (28 giugno 2018)
  - Lamezia brucia Rocco si ribella (5 luglio 2018)
  - La mafia del pane (12 luglio 2018)
  - Male Nostrum (19 luglio 2018)
- Rosarno blues documentario di Rai Storia (18 settembre 2018)[327]
- Liberi di scegliere, film in onda su Rai 1 (22 gennaio 2019)[328]
- Duisburg - Linea di sangue, film in onda su Rai 1 (22 maggio 2019)[329]
- Programma di Rai 1 Cose Nostre, edizione 2019, episodi:
  - O cu nui o cu iddi (4 luglio 2019)
  - Lessico criminale (11 luglio 2019)
- Die Spur der Mörder (2019) - Film del regista Urs Egger andato in onda sul canatale televisivo arte[330]
- Narcotica, reportage di Rai3 in onda dal 17 luglio 2019
- ZeroZeroZero, serie televisiva di Sky Atlantic (2020)
- Programma di Rai 1 Cose Nostre, edizione 2022, episodi:
  - Maria Concetta Cacciola (6 dicembre 2021)
  - Angela Donato (13 dicembre 2021)
- Ndrangheta, World Wide Mafia, docuserie su Disney+ prodotta da Disney, IBC Movie e Sunset Press del 2022[331]
- The Good Mothers serie televisiva di Disney+, uscita nel 2023, su Denise Cosco, Giuseppina Pesce, Lea Garofalo e Concetta Cacciola[332][333]
- Bang Bang Baby serie televisiva di Amazon Prime Video (2022)
- This is Mafia Land - Documentario di Sky News (18 agosto 2023)[334][335]

### Letteratura
- Nel mirino della 'ndrangheta di Francescantonio Falletti
- Crimine infinito di Cristiano Barbarossa e Fulvio Benelli

### Musica
A partire dagli anni '70 sono state prodotte cassette e dischi musicali dove vengono cantati fatti e storie dell'onorata società, riti, modo di comportarsi e modo di pensare; i loro "valori". La trilogia dal titolo La musica della mafia è formata dai seguenti album:
- La musica della mafia. Il canto di malavita
- La musica della mafia volume II. Omertà, onuri e sangu
- La musica della mafia volume III. Le canzoni dell'onorata società.

Inoltre prodotti dall'Elca Sound il ciclo 'ndrangheta:
- Ndrangheta. Canti e storie. "Cu è orbu, surdu e taci, campa cent'anni in paci"
- Ndrangheta II. A storia cuntinua... "A mamma cumanda e u picciottu va e fa..."[338]
- Ndrangheta III. Osso mastrosso carcagnosso.
- Ndrangheta IV. Calabria organetto tarantella.

e Il canto di malavita calabrese di Fred Scotti.
Sono state anche ritrovate canzoni masterizzate artigianalmente che descrivevano i fatti del summit di Montalto presieduto da Giuseppe Zappia dove furono arrestati molti 'ndranghetisti, e una canzone di quando fu arrestato Gregorio Bellocco.
Enzo Ciconte afferma che «I proverbi, i racconti, le canzoni, le poesie costituiscono una sorta di corpus giuridico che dettava norme e regole di comportamento».
Sempre durante la sua latitanza, Gregorio Bellocco incise la canzone U bunker.
Dopo il 16 febbraio 2005 con l'arresto del capobastone Gregorio Bellocco è stata incisa una canzone da ignoti, forse da Giuseppe Bellocco, allora latitante, proprio dedicata al cugino arrestato. La ballata si trova nel disco Pensieri di un latitante.
Nel 2019 per la prima volta viene pubblicato il video musicale "Numeri uno" sulla piattaforma YouTube del cantante Domenico Bellocco in arte Glock 21 (persona non affiliata all'organizzazione) in cui in stile trap racconta il "mondo" di Rosarno, in seguito fu pubblicato il video musicale di “Chiamami boss”.

### Mostre
Il 31 gennaio 2022 si svolge la Mostra itinerante sulla storia della Direzione Investigativa Antimafia a Catanzaro. Nell'occasione, Nicola Gratteri dice: "È importante guardare queste immagini per conoscere la storia recente di questo Paese, per non dimenticare e perché questo serva a far riflettere i ragazzi, e soprattutto guardando queste immagini vorrei che il percorso mentale di questi ragazzi fosse quello di non farsi prendere in giro degli adulti, adulti che non parlano più di contrasto alle mafie, non parlano più di modifiche normative che servono sul piano sostanziale a combattere le mafie che continuamente si trasformano, mutano con il mutare sociale. Perché se noi aspettiamo ancora che le mafie ne uccidano uno a sera per pensare che quello è il problema e quindi se non c'è un morto a sera il problema non esiste e quindi la mafia non esiste e non c'è motivo d'investire su uomini e mezzi ma soprattutto sul piano normativo, allora siamo a posto, siamo tutti tranquilli perché non c'è problema".